# Eminem/Diskografie
Diese Diskografie ist eine Übersicht über die musikalischen Werke des US-amerikanischen Rappers Eminem.
Der Künstler veröffentlichte bisher zwölf Studioalben, zwei Kompilationen, zwei Soundtracks, vier Extended Plays und ein Boxset. Des Weiteren wurden 88 Singles, fünf Videoalben sowie 71 Musikvideos herausgebracht. Bis auf sein Debütalbum Infinite und die Slim Shady EP, die bei dem Independent-Label Web Entertainment erschienen, werden seit 1999, beginnend mit The Slim Shady LP, nahezu alle Tonträger des Rappers über das zur Universal Music Group gehörende Label Interscope Records veröffentlicht. Außerdem erscheinen die Werke über Dr. Dres Sublabel Aftermath Entertainment sowie Eminems eigenes Sublabel Shady Records.
Die weltweiten Verkaufszahlen aller Veröffentlichungen des Rappers zusammen belaufen sich den Quellenangaben zufolge auf über 500 Millionen. Darin enthalten sind mehr als 130 Millionen Alben, über 389 Millionen Singles und mehr als 13 Millionen Videoalben, von denen er für über 415 Millionen Musikverkäufe Schallplattenauszeichnungen erhielt. In Deutschland wurde Eminem für mehr als 15 Millionen Musikverkäufe ausgezeichnet, womit er zu den kommerziell erfolgreichsten Musikern hierzulande gehört.
Zum ersten Mal die Charts erreichte Eminem im Jahr 1999 mit der Single My Name Is und dem dazugehörigen Album The Slim Shady LP. Seit seinem dritten Studioalbum The Marshall Mathers LP aus dem Jahr 2000, das sich weltweit über 34,3 Millionen Mal verkaufte, erreichten alle seine Alben Höchstpositionen in den internationalen Charts. So belegten The Eminem Show, Encore und The Marshall Mathers LP 2 sowie der Soundtrack Music from and Inspired by the Motion Picture 8 Mile Platz eins in Deutschland und auch die Singles Stan, Without Me sowie Love the Way You Lie konnten hierzulande die Chartspitze erreichen.
Eminem gilt als der kommerziell erfolgreichste Rapper aller Zeiten und zählt zu den Interpreten mit den meisten verkauften Tonträgern weltweit. Mit mehr als 32,2 Millionen verkauften Alben in den Vereinigten Staaten in den 2000er Jahren ist er dort der erfolgreichste Künstler in diesem Zeitraum. Seine Studioalben The Marshall Mathers LP, The Eminem Show, Encore und Recovery zählen zu den weltweit meistverkauften Musikalben, wobei The Eminem Show mit mehr als 36,8 Millionen verkauften Einheiten seine erfolgreichste Veröffentlichung ist. Die meistverkaufte Single ist Lose Yourself mit über 22,8 Millionen Verkäufen.

## Alben

### Studioalben

Infinite

| Jahr | Titel Musiklabel                                                                      | Höchstplatzierung, Gesamtwochen, AuszeichnungChartplatzierungen (Jahr, Titel, Musiklabel, Platzierungen, Wochen, Auszeichnungen, Anmerkungen) | Höchstplatzierung, Gesamtwochen, AuszeichnungChartplatzierungen (Jahr, Titel, Musiklabel, Platzierungen, Wochen, Auszeichnungen, Anmerkungen) | Höchstplatzierung, Gesamtwochen, AuszeichnungChartplatzierungen (Jahr, Titel, Musiklabel, Platzierungen, Wochen, Auszeichnungen, Anmerkungen) | Höchstplatzierung, Gesamtwochen, AuszeichnungChartplatzierungen (Jahr, Titel, Musiklabel, Platzierungen, Wochen, Auszeichnungen, Anmerkungen) | Höchstplatzierung, Gesamtwochen, AuszeichnungChartplatzierungen (Jahr, Titel, Musiklabel, Platzierungen, Wochen, Auszeichnungen, Anmerkungen) | Anmerkungen |
| Jahr | Titel Musiklabel                                                                      | DE | AT | CH | UK | US | Anmerkungen |
| ---- | ------------------------------------------------------------------------------------- | --- | --- | --- | --- | --- | --- |
| 1996 | Infinite Web Entertainment                                                            | — | — | — | — | — | Erstveröffentlichung: 12. November 1996 limitierte Auflage von 1000 Stück                                         |
| 1999 | The Slim Shady LP Aftermath/Interscope                                                | DE51 (17 Wo.)DE | AT12 (11 Wo.)AT | CH25 Gold · (27 Wo.)CH | UK10 ×3Dreifachplatin · (134 Wo.)UK | US2 ×5Fünffachplatin · (105 Wo.)US | Erstveröffentlichung: 23. Februar 1999 Verkäufe: + 18.000.000 Grammy Awards 2000: Bestes Rap-Album                |
| 2000 | The Marshall Mathers LP Aftermath/Interscope                                          | DE3 ×3Dreifachplatin · (86 Wo.)DE | AT1 Platin · (57 Wo.)AT | CH2 ×4Vierfachplatin · (74 Wo.)CH | UK1 ×9Neunfachplatin · (95 Wo.)UK | US1 Diamant + Platin · (173 Wo.)US | Erstveröffentlichung: 23. Mai 2000 Verkäufe: + 34.370.000 Grammy Awards 2001: Bestes Rap-Album                    |
| 2002 | The Eminem Show Shady/Aftermath/Interscope                                            | DE1 ×3Dreifachplatin · (… Wo.)DE | AT1 ×2Doppelplatin · (166 Wo.)AT | CH1 ×3Dreifachplatin · (196 Wo.)CH | UK1 ×7Siebenfachplatin · (158 Wo.)UK | US1 ×2Diamant + Doppelplatin · (443 Wo.)US | Erstveröffentlichung: 26. Mai 2002 Verkäufe: + 36.878.000 Grammy Awards 2003: Bestes Rap-Album                    |
| 2004 | Encore Shady/Aftermath/Interscope                                                     | DE1 ×3Dreifachgold · (38 Wo.)DE | AT2 Platin · (23 Wo.)AT | CH1 Platin · (21 Wo.)CH | UK1 ×4Vierfachplatin · (43 Wo.)UK | US1 ×5Fünffachplatin · (54 Wo.)US | Erstveröffentlichung: 12. November 2004 Verkäufe: + 21.000.000                                                    |
| 2009 | Relapse / Relapse: Refill Shady/Aftermath/Interscope                                  | DE2 Gold · (20 Wo.)DE | AT2 Gold · (17 Wo.)AT | CH2 Platin · (24 Wo.)CH | UK1 ×2Doppelplatin · (28 Wo.)UK | US1 ×3Dreifachplatin · (90 Wo.)US | Erstveröffentlichung: 15. Mai 2009 / 21. Dezember 2009 Verkäufe: + 9.130.000 Grammy Awards 2010: Bestes Rap-Album |
| 2010 | Recovery Shady/Aftermath/Interscope                                                   | DE2 ×3Dreifachgold · (35 Wo.)DE | AT1 ×2Doppelplatin · (34 Wo.)AT | CH1 Platin · (44 Wo.)CH | UK1 ×4Vierfachplatin · (62 Wo.)UK | US1 ×8Achtfachplatin · (322 Wo.)US | Erstveröffentlichung: 18. Juni 2010 Verkäufe: + 20.000.000 Grammy Awards 2011: Bestes Rap-Album                   |
| 2013 | The Marshall Mathers LP 2 Shady/Aftermath/Interscope                                  | DE1 ×3Dreifachgold · (22 Wo.)DE | AT1 ×2Doppelplatin · (16 Wo.)AT | CH1 Platin · (24 Wo.)CH | UK1 ×2Doppelplatin · (71 Wo.)UK | US1 ×4Vierfachplatin · (189 Wo.)US | Erstveröffentlichung: 5. November 2013 Verkäufe: + 10.750.000 Grammy Awards 2015: Bestes Rap-Album                |
| 2017 | Revival Shady/Aftermath/Interscope                                                    | DE2 Gold · (22 Wo.)DE | AT2 Platin · (19 Wo.)AT | CH1 (23 Wo.)CH | UK1 Platin · (36 Wo.)UK | US1 Platin · (31 Wo.)US | Erstveröffentlichung: 15. Dezember 2017 Verkäufe: + 3.510.000                                                     |
| 2018 | Kamikaze Shady/Aftermath/Interscope                                                   | DE2 Gold · (26 Wo.)DE | AT1 Platin · (26 Wo.)AT | CH1 (39 Wo.)CH | UK1 Platin · (55 Wo.)UK | US1 Platin · (73 Wo.)US | Erstveröffentlichung: 31. August 2018 Verkäufe: + 5.327.000                                                       |
| 2020 | Music to Be Murdered By / Music to Be Murdered By – Side B Shady/Aftermath/Interscope | DE2 Gold · (28 Wo.)DE | AT1 Platin · (38 Wo.)AT | CH1 (44 Wo.)CH | UK1 Platin · (44 Wo.)UK | US1 Platin · (121 Wo.)US | Erstveröffentlichung: 17. Januar 2020 / 18. Dezember 2020 Verkäufe: + 5.591.000                                   |
| 2024 | The Death of Slim Shady (Coup de Grâce) Shady/Aftermath/Interscope                    | DE2 (23 Wo.)DE | AT1 (19 Wo.)AT | CH1 (19 Wo.)CH | UK1 Gold · (25 Wo.)UK | US1 (… Wo.)US | Erstveröffentlichung: 12. Juli 2024 Verkäufe: + 235.000                                                           |

- Infinite

### Kompilationen
| Jahr | Titel Musiklabel                                  | Höchstplatzierung, Gesamtwochen, AuszeichnungChartplatzierungen (Jahr, Titel, Musiklabel, Platzierungen, Wochen, Auszeichnungen, Anmerkungen) | Höchstplatzierung, Gesamtwochen, AuszeichnungChartplatzierungen (Jahr, Titel, Musiklabel, Platzierungen, Wochen, Auszeichnungen, Anmerkungen) | Höchstplatzierung, Gesamtwochen, AuszeichnungChartplatzierungen (Jahr, Titel, Musiklabel, Platzierungen, Wochen, Auszeichnungen, Anmerkungen) | Höchstplatzierung, Gesamtwochen, AuszeichnungChartplatzierungen (Jahr, Titel, Musiklabel, Platzierungen, Wochen, Auszeichnungen, Anmerkungen) | Höchstplatzierung, Gesamtwochen, AuszeichnungChartplatzierungen (Jahr, Titel, Musiklabel, Platzierungen, Wochen, Auszeichnungen, Anmerkungen) | Anmerkungen                                                   |
| Jahr | Titel Musiklabel                                  | DE | AT | CH | UK | US | Anmerkungen                                                   |
| ---- | ------------------------------------------------- | --- | --- | --- | --- | --- | ------------------------------------------------------------- |
| 2005 | Curtain Call: The Hits Shady/Aftermath/Interscope | DE7 ×5Fünffachgold · (43 Wo.)DE | AT5 Platin · (28 Wo.)AT | CH5 Gold · (37 Wo.)CH | UK1 ×11Elffachplatin · (… Wo.)UK | US1 Diamant · (… Wo.)US | Erstveröffentlichung: 2. Dezember 2005 Verkäufe: + 15.950.000 |
| 2022 | Curtain Call 2 Shady/Aftermath/Interscope         | DE9 (4 Wo.)DE | AT11 (2 Wo.)AT | CH8 (7 Wo.)CH | UK3 Platin · (… Wo.)UK | US6 (59 Wo.)US | Erstveröffentlichung: 5. August 2022 Verkäufe: + 1.395.000    |

### Soundtracks
| Jahr | Titel Musiklabel                                                        | Höchstplatzierung, Gesamtwochen, AuszeichnungChartplatzierungen (Jahr, Titel, Musiklabel, Platzierungen, Wochen, Auszeichnungen, Anmerkungen) | Höchstplatzierung, Gesamtwochen, AuszeichnungChartplatzierungen (Jahr, Titel, Musiklabel, Platzierungen, Wochen, Auszeichnungen, Anmerkungen) | Höchstplatzierung, Gesamtwochen, AuszeichnungChartplatzierungen (Jahr, Titel, Musiklabel, Platzierungen, Wochen, Auszeichnungen, Anmerkungen) | Höchstplatzierung, Gesamtwochen, AuszeichnungChartplatzierungen (Jahr, Titel, Musiklabel, Platzierungen, Wochen, Auszeichnungen, Anmerkungen) | Höchstplatzierung, Gesamtwochen, AuszeichnungChartplatzierungen (Jahr, Titel, Musiklabel, Platzierungen, Wochen, Auszeichnungen, Anmerkungen) | Anmerkungen                                                   |
| Jahr | Titel Musiklabel                                                        | DE | AT | CH | UK | US | Anmerkungen                                                   |
| ---- | ----------------------------------------------------------------------- | --- | --- | --- | --- | --- | ------------------------------------------------------------- |
| 2002 | Music from and Inspired by the Motion Picture 8 Mile Shady/Interscope   | DE1 Platin · (32 Wo.)DE | AT2 (29 Wo.)AT | CH3 Platin · (39 Wo.)CH | UK1 ×2Doppelplatin · (49 Wo.)UK | US1 ×6Sechsfachplatin · (32 Wo.)US | Erstveröffentlichung: 28. Oktober 2002 Verkäufe: + 11.000.000 |
| 2015 | Music from and Inspired by the Motion Picture Southpaw Shady/Interscope | DE61 (2 Wo.)DE | AT70 (1 Wo.)AT | CH43 (2 Wo.)CH | — | US5 (9 Wo.)US | Erstveröffentlichung: 24. Juli 2015                           |

### EPs
| Jahr | Titel Musiklabel                             | Höchstplatzierung, Gesamtwochen, AuszeichnungChartplatzierungen (Jahr, Titel, Musiklabel, Platzierungen, Wochen, Auszeichnungen, Anmerkungen) | Höchstplatzierung, Gesamtwochen, AuszeichnungChartplatzierungen (Jahr, Titel, Musiklabel, Platzierungen, Wochen, Auszeichnungen, Anmerkungen) | Höchstplatzierung, Gesamtwochen, AuszeichnungChartplatzierungen (Jahr, Titel, Musiklabel, Platzierungen, Wochen, Auszeichnungen, Anmerkungen) | Höchstplatzierung, Gesamtwochen, AuszeichnungChartplatzierungen (Jahr, Titel, Musiklabel, Platzierungen, Wochen, Auszeichnungen, Anmerkungen) | Höchstplatzierung, Gesamtwochen, AuszeichnungChartplatzierungen (Jahr, Titel, Musiklabel, Platzierungen, Wochen, Auszeichnungen, Anmerkungen) | Anmerkungen                                                             |
| Jahr | Titel Musiklabel                             | DE | AT | CH | UK | US | Anmerkungen                                                             |
| ---- | -------------------------------------------- | --- | --- | --- | --- | --- | ----------------------------------------------------------------------- |
| 1990 | Steppin’ onto the Scene Bassmint Productions | — | — | — | — | — | Erstveröffentlichung: 3. März 1990 nicht kommerziell veröffentlicht     |
| 1992 | Still in the Bassmint Bassmint Productions   | — | — | — | — | — | Erstveröffentlichung: 14. Oktober 1992 nicht kommerziell veröffentlicht |
| 1995 | Soul Intent Mashin’ Duck Records             | — | — | — | — | — | Erstveröffentlichung: 25. Februar 1995 nicht kommerziell veröffentlicht |
| 1997 | Slim Shady EP Web Entertainment              | — | — | — | — | — | Erstveröffentlichung: 10. Dezember 1997 Verkäufe: + 250.000             |

### Bootlegs
| Jahr | Titel Musiklabel                      | Höchstplatzierung, Gesamtwochen, AuszeichnungChartplatzierungen (Jahr, Titel, Musiklabel, Platzierungen, Wochen, Auszeichnungen, Anmerkungen) | Höchstplatzierung, Gesamtwochen, AuszeichnungChartplatzierungen (Jahr, Titel, Musiklabel, Platzierungen, Wochen, Auszeichnungen, Anmerkungen) | Höchstplatzierung, Gesamtwochen, AuszeichnungChartplatzierungen (Jahr, Titel, Musiklabel, Platzierungen, Wochen, Auszeichnungen, Anmerkungen) | Höchstplatzierung, Gesamtwochen, AuszeichnungChartplatzierungen (Jahr, Titel, Musiklabel, Platzierungen, Wochen, Auszeichnungen, Anmerkungen) | Höchstplatzierung, Gesamtwochen, AuszeichnungChartplatzierungen (Jahr, Titel, Musiklabel, Platzierungen, Wochen, Auszeichnungen, Anmerkungen) | Anmerkungen                            |
| Jahr | Titel Musiklabel                      | DE | AT | CH | UK | US | Anmerkungen                            |
| ---- | ------------------------------------- | --- | --- | --- | --- | --- | -------------------------------------- |
| 2003 | Straight from the Lab Universal Music | — | — | — | — | — | Erstveröffentlichung: 7. November 2003 |
| 2004 | Eminem Is Back Street Dance           | — | AT15 (4 Wo.)AT | CH24 (6 Wo.)CH | — | — | Erstveröffentlichung: 5. März 2004     |
| 2012 | Trailer Park Celebrity GL Recordings  | — | AT64 (1 Wo.)AT | — | — | — | Erstveröffentlichung: 27. Juli 2012    |

## Singles

### Als Leadmusiker
| Jahr | Titel Album                                                            | Höchstplatzierung, Gesamtwochen, AuszeichnungChartplatzierungen (Jahr, Titel, Album, Platzierungen, Wochen, Auszeichnungen, Anmerkungen) | Höchstplatzierung, Gesamtwochen, AuszeichnungChartplatzierungen (Jahr, Titel, Album, Platzierungen, Wochen, Auszeichnungen, Anmerkungen) | Höchstplatzierung, Gesamtwochen, AuszeichnungChartplatzierungen (Jahr, Titel, Album, Platzierungen, Wochen, Auszeichnungen, Anmerkungen) | Höchstplatzierung, Gesamtwochen, AuszeichnungChartplatzierungen (Jahr, Titel, Album, Platzierungen, Wochen, Auszeichnungen, Anmerkungen) | Höchstplatzierung, Gesamtwochen, AuszeichnungChartplatzierungen (Jahr, Titel, Album, Platzierungen, Wochen, Auszeichnungen, Anmerkungen) | Anmerkungen |
| Jahr | Titel Album                                                            | DE | AT | CH | UK | US | Anmerkungen |
| --- | ---------------------------------------------------------------------- | --- | --- | --- | --- | --- | --- |
| 1998 | Just Don’t Give a Fuck The Slim Shady LP                               | — | — | — | — | — | Erstveröffentlichung: 7. August 1998 Verkäufe: + 35.000 |
| 1999 | My Name Is The Slim Shady LP                                           | DE37 (8 Wo.)DE | AT24 (6 Wo.)AT | CH29 (7 Wo.)CH | UK2 ×2Doppelplatin · (13 Wo.)UK | US36 ×3Dreifachplatin · (10 Wo.)US | Erstveröffentlichung: 25. Januar 1999 Verkäufe: + 4.635.000 Grammy Awards 2000: Beste Solodarbietung – Rap                                                         |
| 1999 | Role Model The Slim Shady LP                                           | — | — | — | UK— SilberUK | US— GoldUS | Erstveröffentlichung: 26. Mai 1999 Verkäufe: + 770.000 |
| 1999 | Guilty Conscience The Slim Shady LP                                    | DE40 (7 Wo.)DE | — | — | UK5 Platin · (8 Wo.)UK | US— PlatinUS | Erstveröffentlichung: 8. Juni 1999 Verkäufe: + 1.670.000 feat. Dr. Dre                                                                                             |
| 2000 | The Real Slim Shady The Marshall Mathers LP                            | DE7 ×3Dreifachgold · (19 Wo.)DE | AT6 ×2Doppelplatin · (23 Wo.)AT | CH2 Gold · (40 Wo.)CH | UK1 ×4Vierfachplatin · (18 Wo.)UK | US4 ×7Siebenfachplatin · (19 Wo.)US | Erstveröffentlichung: 16. Mai 2000 Verkäufe: + 12.555.000 Grammy Awards 2001: Beste Solodarbietung – Rap                                                           |
| 2000 | The Way I Am The Marshall Mathers LP                                   | DE19 (12 Wo.)DE | AT11 (12 Wo.)AT | CH19 (17 Wo.)CH | UK8 Platin · (10 Wo.)UK | US58 ×2Doppelplatin · (10 Wo.)US | Erstveröffentlichung: 7. September 2000 Verkäufe: + 2.925.000 |
| 2000 | Stan The Marshall Mathers LP                                           | DE1 ×3Dreifachgold · (19 Wo.)DE | AT1 Platin · (22 Wo.)AT | CH1 Gold · (26 Wo.)CH | UK1 ×4Vierfachplatin · (25 Wo.)UK | US51 ×4Vierfachplatin · (14 Wo.)US | Erstveröffentlichung: 20. November 2000 Verkäufe: + 8.840.000 feat. Dido                                                                                           |
| 2001 | Bitch Please II The Marshall Mathers LP                                | — | — | — | UK— SilberUK | US— GoldUS | Erstveröffentlichung: 23. Mai 2001 Verkäufe: + 770.000 feat. Dr. Dre, Snoop Dogg, Xzibit und Nate Dogg                                                             |
| 2002 | Without Me The Eminem Show                                             | DE1 Platin · (44 Wo.)DE | AT1 ×4Vierfachplatin · (72 Wo.)AT | CH1 Platin · (104 Wo.)CH | UK1 ×5Fünffachplatin · (25 Wo.)UK | US2 ×7Siebenfachplatin · (20 Wo.)US | Erstveröffentlichung: 21. Mai 2002 Verkäufe: + 13.274.874 |
| 2002 | Cleanin’ Out My Closet The Eminem Show                                 | DE4 Gold · (16 Wo.)DE | AT5 (22 Wo.)AT | CH5 (25 Wo.)CH | UK4 Platin · (15 Wo.)UK | US4 ×3Dreifachplatin · (20 Wo.)US | Erstveröffentlichung: 17. September 2002 Verkäufe: + 4.365.000 |
| 2002 | Lose Yourself Music from and Inspired by the Motion Picture 8 Mile     | DE2 ×3Dreifachplatin · (34 Wo.)DE | AT1 ×4Vierfachplatin · (32 Wo.)AT | CH1 Platin · (149 Wo.)CH | UK1 ×6Sechsfachplatin · (52 Wo.)UK | US1 ×3Diamant + Dreifachplatin · (24 Wo.)US                                                                                              | Erstveröffentlichung: 22. Oktober 2002 Verkäufe: + 22.861.000 Oscarverleihung 2003: Bester Song Grammy Awards 2004: Bester Rap-Song und Beste Solodarbietung – Rap |
| 2003 | Superman The Eminem Show                                               | DE— a GoldDE | AT— PlatinAT | — | UK— PlatinUK | US15 ×2Doppelplatin · (16 Wo.)US | Erstveröffentlichung: 27. Januar 2003 Verkäufe: + 3.630.000 feat. Dina Rae nur in den USA als Single veröffentlicht                                                |
| 2003 | Sing for the Moment The Eminem Show                                    | DE5 Gold · (14 Wo.)DE | AT7 Gold · (18 Wo.)AT | CH8 (19 Wo.)CH | UK6 Platin · (11 Wo.)UK | US14 ×2Doppelplatin · (18 Wo.)US | Erstveröffentlichung: 25. Februar 2003 Verkäufe: + 3.330.000 |
| 2003 | Business The Eminem Show                                               | DE15 (11 Wo.)DE | AT22 (11 Wo.)AT | — | UK6 Silber · (13 Wo.)UK | US— GoldUS | Erstveröffentlichung: 22. Juli 2003 Verkäufe: + 840.000 |
| 2004 | Just Lose It Encore                                                    | DE2 Gold · (15 Wo.)DE | AT4 (16 Wo.)AT | CH1 (17 Wo.)CH | UK1 Platin · (15 Wo.)UK | US6 ×2Doppelplatin · (19 Wo.)US | Erstveröffentlichung: 25. September 2004 Verkäufe: + 3.045.000 |
| 2004 | Mosh Encore                                                            | — | — | — | — | — | Erstveröffentlichung: 26. Oktober 2004 |
| 2004 | Encore                                                                 | — | — | — | — | US25 (15 Wo.)US | Erstveröffentlichung: 9. November 2004 feat. Dr. Dre und 50 Cent nur in den USA als Single veröffentlicht                                                          |
| 2005 | Like Toy Soldiers Encore                                               | DE8 Gold · (12 Wo.)DE | AT8 (14 Wo.)AT | CH3 (15 Wo.)CH | UK1 Platin · (15 Wo.)UK | US34 ×3Dreifachplatin · (11 Wo.)US | Erstveröffentlichung: 25. Januar 2005 Verkäufe: + 4.135.000 |
| 2005 | Mockingbird Encore                                                     | DE5 b ×5Fünffachgold · (93 Wo.)DE | AT3 b ×3Dreifachplatin · (87 Wo.)AT | CH5 b ×6Sechsfachplatin · (136 Wo.)CH | UK4 ×3Dreifachplatin · (14 Wo.)UK | US11 ×5Fünffachplatin · (20 Wo.)US | Erstveröffentlichung: 25. April 2005 Verkäufe: + 9.350.000 |
| 2005 | Ass Like That Encore                                                   | DE31 (9 Wo.)DE | AT27 (12 Wo.)AT | CH25 (13 Wo.)CH | UK4 Gold · (9 Wo.)UK | US60 Platin · (7 Wo.)US | Erstveröffentlichung: 7. Juni 2005 Verkäufe: + 1.640.000 |
| 2005 | When I’m Gone Curtain Call: The Hits                                   | DE6 Gold · (16 Wo.)DE | AT7 Gold · (19 Wo.)AT | CH7 (20 Wo.)CH | UK4 Platin · (13 Wo.)UK | US8 ×5Fünffachplatin + Gold (Mastertone) · (17 Wo.)US                                                                                    | Erstveröffentlichung: 6. Dezember 2005 Verkäufe: + 6.905.000 |
| 2006 | Shake That Curtain Call: The Hits                                      | DE— GoldDE | AT— GoldAT | — | UK90 Platin · (1 Wo.)UK | US6 ×4Vierfachplatin · (15 Wo.)US | Erstveröffentlichung: 17. Januar 2006 Verkäufe: + 5.491.198 feat. Nate Dogg nur in den USA als Single veröffentlicht                                               |
| 2006 | You Don’t Know Eminem Presents: The Re-Up                              | — | — | — | UK32 Silber · (4 Wo.)UK | US12 Platin · (6 Wo.)US | Erstveröffentlichung: 7. November 2006 Verkäufe: + 1.325.000 feat. 50 Cent, Lloyd Banks und Cashis                                                                 |
| 2007 | Jimmy Crack Corn Eminem Presents: The Re-Up                            | — | — | — | — | — | Erstveröffentlichung: 26. Februar 2007 feat. 50 Cent |
| 2009 | Crack a Bottle Relapse                                                 | — | AT41 (5 Wo.)AT | CH4 (19 Wo.)CH | UK4 Platin · (19 Wo.)UK | US1 ×3Dreifachplatin · (17 Wo.)US | Erstveröffentlichung: 2. Februar 2009 Verkäufe: + 3.770.000 feat. Dr. Dre und 50 Cent Grammy Awards 2010: Beste Darbietung eines Duos oder einer Gruppe – Rap      |
| 2009 | We Made You Relapse                                                    | DE9 (10 Wo.)DE | AT6 (18 Wo.)AT | CH4 (21 Wo.)CH | UK4 Platin · (17 Wo.)UK | US9 ×2Doppelplatin · (10 Wo.)US | Erstveröffentlichung: 7. April 2009 Verkäufe: + 2.895.000 feat. Charmagne Tripp                                                                                    |
| 2009 | 3 a.m. Relapse                                                         | — | — | — | UK56 (2 Wo.)UK | US32 Gold · (1 Wo.)US | Erstveröffentlichung: 23. April 2009 Verkäufe: + 535.000 |
| 2009 | Old Time’s Sake Relapse                                                | — | — | — | UK61 (2 Wo.)UK | US25 (2 Wo.)US | Erstveröffentlichung: 23. April 2009 feat. Dr. Dre |
| 2009 | Beautiful Relapse                                                      | DE39 (5 Wo.)DE | AT39 (3 Wo.)AT | CH44 (2 Wo.)CH | UK12 Platin · (13 Wo.)UK | US17 ×3Dreifachplatin · (6 Wo.)US | Erstveröffentlichung: 11. Mai 2009 Verkäufe: + 3.975.000 |
| 2009 | Elevator Relapse: Refill                                               | — | — | — | — | US67 (1 Wo.)US | Erstveröffentlichung: 15. Dezember 2009 |
| 2009 | Hell Breaks Loose Relapse: Refill                                      | — | — | — | — | US29 (1 Wo.)US | Erstveröffentlichung: 15. Dezember 2009 feat. Dr. Dre |
| 2010 | Not Afraid Recovery                                                    | DE9 Platin · (30 Wo.)DE | AT5 ×2Doppelplatin · (29 Wo.)AT | CH2 Platin · (38 Wo.)CH | UK1 ×3Dreifachplatin · (28 Wo.)UK | US1 Diamant + Platin · (25 Wo.)US | Erstveröffentlichung: 29. April 2010 Verkäufe: + 15.363.619 Grammy Awards 2011: Beste Solodarbietung – Rap                                                         |
| 2010 | Love the Way You Lie Recovery                                          | DE1 ×2Doppelplatin · (43 Wo.)DE | AT1 ×4Vierfachplatin · (50 Wo.)AT | CH1 ×3Dreifachplatin · (50 Wo.)CH | UK2 ×5Fünffachplatin · (59 Wo.)UK | US1 ×3Diamant + Dreifachplatin · (29 Wo.)US                                                                                              | Erstveröffentlichung: 17. August 2010 Verkäufe: + 21.763.252 feat. Rihanna                                                                                         |
| 2010 | No Love Recovery                                                       | DE17 Gold · (13 Wo.)DE | AT26 Gold · (8 Wo.)AT | CH39 (8 Wo.)CH | UK33 Platin · (11 Wo.)UK | US23 ×5Fünffachplatin · (20 Wo.)US | Erstveröffentlichung: 5. Oktober 2010 Verkäufe: + 6.170.000 feat. Lil Wayne                                                                                        |
| 2011 | Space Bound Recovery                                                   | — | — | — | UK34 Platin · (12 Wo.)UK | US— ×2DoppelplatinUS | Erstveröffentlichung: 24. Juni 2011 Verkäufe: + 2.830.000 feat. Steve McEwan                                                                                       |
| 2013 | Berzerk The Marshall Mathers LP 2                                      | DE10 Gold · (24 Wo.)DE | AT22 Gold · (15 Wo.)AT | CH9 (14 Wo.)CH | UK2 Platin · (12 Wo.)UK | US3 ×4Vierfachplatin · (20 Wo.)US | Erstveröffentlichung: 27. August 2013 Verkäufe: + 5.263.600 |
| 2013 | Survival The Marshall Mathers LP 2                                     | DE20 Gold · (17 Wo.)DE | AT29 (8 Wo.)AT | CH13 (6 Wo.)CH | UK22 Gold · (10 Wo.)UK | US16 ×2Doppelplatin · (14 Wo.)US | Erstveröffentlichung: 8. Oktober 2013 Verkäufe: + 2.677.500 feat. Liz Rodrigues                                                                                    |
| 2013 | Rap God The Marshall Mathers LP 2                                      | DE33 Gold · (5 Wo.)DE | AT45 Platin · (4 Wo.)AT | CH31 (2 Wo.)CH | UK5 ×2Doppelplatin · (9 Wo.)UK | US7 ×7Siebenfachplatin · (20 Wo.)US | Erstveröffentlichung: 15. Oktober 2013 Verkäufe: + 9.410.000 |
| 2013 | The Monster The Marshall Mathers LP 2                                  | DE3 ×3Dreifachgold · (28 Wo.)DE | AT6 Platin · (21 Wo.)AT | CH1 Platin · (23 Wo.)CH | UK1 ×3Dreifachplatin · (25 Wo.)UK | US1 ×8Achtfachplatin · (29 Wo.)US | Erstveröffentlichung: 29. Oktober 2013 Verkäufe: + 12.164.000 feat. Rihanna                                                                                        |
| 2014 | Headlights The Marshall Mathers LP 2                                   | — | — | — | UK66 Silber · (9 Wo.)UK | US45 Platin · (8 Wo.)US | Erstveröffentlichung: 5. Februar 2014 Verkäufe: + 1.340.000 feat. Nate Ruess                                                                                       |
| 2014 | Guts Over Fear Shady XV                                                | DE35 (8 Wo.)DE | AT53 (2 Wo.)AT | CH30 (4 Wo.)CH | UK10 Silber · (5 Wo.)UK | US22 Platin · (3 Wo.)US | Erstveröffentlichung: 25. August 2014 Verkäufe: + 1.337.500 feat. Sia                                                                                              |
| 2014 | Detroit vs. Everybody Shady XV                                         | — | — | — | — | — | Erstveröffentlichung: 11. November 2014 feat. Royce da 5′9″, Big Sean, Danny Brown, Dej Loaf und Trick-Trick                                                       |
| 2015 | Phenomenal Music from and Inspired by the Motion Picture Southpaw      | — | — | — | UK57 (2 Wo.)UK | US47 Gold · (1 Wo.)US | Erstveröffentlichung: 2. Juni 2015 Verkäufe: + 565.000 feat. Liz Rodrigues                                                                                         |
| 2015 | Kings Never Die Music from and Inspired by the Motion Picture Southpaw | — | — | — | UK82 (1 Wo.)UK | US80 Gold · (2 Wo.)US | Erstveröffentlichung: 10. Juli 2015 Verkäufe: + 697.000 feat. Gwen Stefani                                                                                         |
| 2016 | Infinite                                                               | — | — | — | — | US97 (1 Wo.)US | Erstveröffentlichung: 17. November 2016 remastered Version zum 20-jährigen Jubiläum des Debütalbums                                                                |
| 2017 | Walk on Water Revival                                                  | DE16 (4 Wo.)DE | AT13 (4 Wo.)AT | CH5 (10 Wo.)CH | UK7 Silber · (9 Wo.)UK | US14 Gold · (5 Wo.)US | Erstveröffentlichung: 10. November 2017 Verkäufe: + 930.000 feat. Beyoncé                                                                                          |
| 2017 | Untouchable Revival                                                    | DE88 (1 Wo.)DE | — | CH70 (1 Wo.)CH | UK73 (1 Wo.)UK | US86 (1 Wo.)US | Erstveröffentlichung: 8. Dezember 2017 |
| 2017 | River Revival                                                          | DE2 Gold · (23 Wo.)DE | AT1 ×2Doppelplatin · (22 Wo.)AT | CH2 (26 Wo.)CH | UK1 ×2Doppelplatin · (21 Wo.)UK | US11 (13 Wo.)US | Erstveröffentlichung: 15. Dezember 2017 Verkäufe: + 2.995.000 feat. Ed Sheeran                                                                                     |
| 2018 | Nowhere Fast Revival                                                   | DE98 (1 Wo.)DE | — | — | — | — | Erstveröffentlichung: 16. März 2018 Verkäufe: + 35.000 feat. Kehlani                                                                                               |
| 2018 | Killshot –                                                             | DE81 (1 Wo.)DE | AT42 (2 Wo.)AT | CH30 (2 Wo.)CH | UK13 Gold · (7 Wo.)UK | US3 (8 Wo.)US | Erstveröffentlichung: 19. September 2018 Verkäufe: + 690.000 Disstrack gegen Machine Gun Kelly                                                                     |
| 2018 | Venom Kamikaze                                                         | DE77 Gold · (4 Wo.)DE | AT39 Platin · (5 Wo.)AT | CH47 (5 Wo.)CH | UK16 Platin · (8 Wo.)UK | US43 ×2Doppelplatin · (5 Wo.)US | Erstveröffentlichung: 31. August 2018 Verkäufe: + 4.170.000 |
| 2020 | Darkness Music to Be Murdered By                                       | DE47 (2 Wo.)DE | AT31 (1 Wo.)AT | CH13 (2 Wo.)CH | UK17 Silber · (4 Wo.)UK | US28 Gold · (2 Wo.)US | Erstveröffentlichung: 17. Januar 2020 Verkäufe: + 755.000 |
| 2020 | Godzilla Music to Be Murdered By                                       | DE16 Platin · (10 Wo.)DE | AT6 ×2Doppelplatin · (5 Wo.)AT | CH4 (15 Wo.)CH | UK1 ×2Doppelplatin · (19 Wo.)UK | US3 ×3Dreifachplatin · (20 Wo.)US | Erstveröffentlichung: 31. Januar 2020 Verkäufe: + 6.220.000 feat. Juice Wrld                                                                                       |
| 2020 | The Adventures of Moon Man & Slim Shady –                              | — | — | — | UK44 (1 Wo.)UK | US22 (1 Wo.)US | Erstveröffentlichung: 10. Juli 2020 mit Kid Cudi |
| 2021 | Killer (Remix) –                                                       | — | — | — | UK77 (1 Wo.)UK | US62 Platin · (1 Wo.)US | Erstveröffentlichung: 28. Mai 2021 Verkäufe: + 1.035.000 feat. Jack Harlow und Cordae                                                                              |
| 2022 | The King and I Elvis (Original Motion Picture Soundtrack)              | — | — | — | UK86 (1 Wo.)UK | — | Erstveröffentlichung: 16. Juni 2022 feat. CeeLo Green |
| 2022 | From the D 2 the LBC Curtain Call 2                                    | DE— cDE | — | CH66 (1 Wo.)CH | UK51 (2 Wo.)UK | US72 (1 Wo.)US | Erstveröffentlichung: 24. Juni 2022 feat. Snoop Dogg |
| 2024 | Houdini The Death of Slim Shady (Coup de Grâce)                        | DE3 Gold · (36 Wo.)DE | AT1 Platin · (27 Wo.)AT | CH1 Platin · (29 Wo.)CH | UK1 Platin · (21 Wo.)UK | US2 (20 Wo.)US | Erstveröffentlichung: 31. Mai 2024 Verkäufe: + 1.660.000 |
| 2024 | Tobey The Death of Slim Shady (Coup de Grâce)                          | DE65 (2 Wo.)DE | AT58 (2 Wo.)AT | CH31 (1 Wo.)CH | UK29 (3 Wo.)UK | US24 (5 Wo.)US | Erstveröffentlichung: 2. Juli 2024 Verkäufe: + 40.000; feat. BabyTron & Big Sean                                                                                   |
| 2024 | Somebody Save Me The Death of Slim Shady (Coup de Grâce)               | — | — | CH94 (1 Wo.)CH | — | US27 (3 Wo.)US | Erstveröffentlichung: 19. Juli 2024 Verkäufe: + 40.000; feat. Jelly Roll                                                                                           |
| Folgende Lieder erschienen nicht als Single, wurden aber durch das Album zum Download und Streaming bereitgestellt und konnten somit eine Platzierung erlangen: |                                                                        | | | | | | |
| |                                                                        | | | | | | |
| 2000 | Kill You The Marshall Mathers LP                                       | — | — | — | UK— GoldUK | US— GoldUS | Erstveröffentlichung: 23. Mai 2000 Verkäufe: + 1.000.000 |
| 2000 | Criminal The Marshall Mathers LP                                       | — | — | — | UK— SilberUK | US— GoldUS | Erstveröffentlichung: 23. Mai 2000 Verkäufe: + 735.000 |
| 2002 | White America The Eminem Show                                          | — | — | — | UK— SilberUK | US— PlatinUS | Erstveröffentlichung: 27. Mai 2002 Verkäufe: + 1.270.000 |
| 2002 | Soldier The Eminem Show                                                | — | — | — | — | US— GoldUS | Erstveröffentlichung: 27. Mai 2002 Verkäufe: + 535.000 |
| 2002 | Hailie’s Song The Eminem Show                                          | — | — | — | UK— SilberUK | US— GoldUS | Erstveröffentlichung: 27. Mai 2002 Verkäufe: + 770.000 |
| 2002 | ’Till I Collapse The Eminem Show                                       | DE99 d ×3Dreifachgold · (2 Wo.)DE | AT— ×3DreifachplatinAT | — | UK73 e ×3Dreifachplatin · (1 Wo.)UK | US— ×8AchtfachplatinUS | Erstveröffentlichung: 27. Mai 2002 Verkäufe: + 12.190.000 feat. Nate Dogg                                                                                          |
| 2002 | My Dad’s Gone Crazy The Eminem Show                                    | — | — | — | — | US— GoldUS | Erstveröffentlichung: 27. Mai 2002 Verkäufe: + 535.000 feat. Hailie Jade                                                                                           |
| 2002 | 8 Mile Music from and Inspired by the Motion Picture 8 Mile            | — | — | — | — | US— GoldUS | Erstveröffentlichung: 28. Oktober 2002 Verkäufe: + 535.000 |
| 2005 | Fack Curtain Call: The Hits                                            | — | — | — | UK— SilberUK | US— GoldUS | Erstveröffentlichung: 2. Dezember 2005 Verkäufe: + 735.000 |
| 2009 | Insane Relapse                                                         | — | — | — | — | US85 (1 Wo.)US | Erstveröffentlichung: 15. Mai 2009 Verkäufe: + 35.000 |
| 2009 | Music Box Relapse: Refill                                              | — | — | — | — | US82 (1 Wo.)US | Erstveröffentlichung: 21. Dezember 2009 |
| 2010 | Won’t Back Down Recovery                                               | — | — | — | UK82 Silber · (2 Wo.)UK | US62 Platin · (1 Wo.)US | Erstveröffentlichung: 18. Juni 2010 Verkäufe: + 1.235.000 feat. P!nk                                                                                               |
| 2010 | Cold Wind Blows Recovery                                               | — | — | — | — | US71 Gold · (1 Wo.)US | Erstveröffentlichung: 18. Juni 2010 Verkäufe: + 535.000 |
| 2010 | Talkin’ 2 Myself Recovery                                              | — | — | — | — | US88 Gold · (1 Wo.)US | Erstveröffentlichung: 18. Juni 2010 Verkäufe: + 535.000 feat. Kobe                                                                                                 |
| 2010 | 25 to Life Recovery                                                    | — | — | — | UK— SilberUK | US92 Platin · (1 Wo.)US | Erstveröffentlichung: 18. Juni 2010 Verkäufe: + 1.338.741 feat. Liz Rodrigues                                                                                      |
| 2010 | W.T.P. Recovery                                                        | — | — | — | — | US— GoldUS | Erstveröffentlichung: 18. Juni 2010 Verkäufe: + 535.000 |
| 2010 | Going Through Changes Recovery                                         | — | — | — | — | US— GoldUS | Erstveröffentlichung: 18. Juni 2010 Verkäufe: + 535.000 |
| 2010 | Cinderella Man Recovery                                                | — | — | — | UK— SilberUK | US— ×2DoppelplatinUS | Erstveröffentlichung: 18. Juni 2010 Verkäufe: + 2.370.000 |
| 2010 | So Bad Recovery                                                        | — | — | — | — | US— GoldUS | Erstveröffentlichung: 18. Juni 2010 Verkäufe: + 535.000 |
| 2010 | Almost Famous Recovery                                                 | — | — | — | — | US— GoldUS | Erstveröffentlichung: 18. Juni 2010 Verkäufe: + 500.000 feat. Liz Rodrigues                                                                                        |
| 2013 | Beautiful Pain The Marshall Mathers LP 2 (Deluxe Edition)              | DE87 (1 Wo.)DE | — | — | UK67 Silber · (1 Wo.)UK | US99 Gold · (1 Wo.)US | Erstveröffentlichung: 5. November 2013 Verkäufe: + 750.000 feat. Sia                                                                                               |
| 2013 | Love Game The Marshall Mathers LP 2                                    | — | — | — | UK94 (1 Wo.)UK | — | Erstveröffentlichung: 5. November 2013 feat. Kendrick Lamar |
| 2013 | Bad Guy The Marshall Mathers LP 2                                      | — | — | — | — | US— GoldUS | Erstveröffentlichung: 5. November 2013 Verkäufe: + 535.000 feat. Sarah Jaffe                                                                                       |
| 2013 | Legacy The Marshall Mathers LP 2                                       | — | — | — | UK— SilberUK | US— GoldUS | Erstveröffentlichung: 5. November 2013 Verkäufe: + 735.000 feat. Polina                                                                                            |
| 2017 | Believe Revival                                                        | DE41 (1 Wo.)DE | — | — | — | US92 (1 Wo.)US | Erstveröffentlichung: 15. Dezember 2017 Verkäufe: + 35.000 |
| 2017 | Remind Me Revival                                                      | DE51 (1 Wo.)DE | — | CH24 (1 Wo.)CH | — | — | Erstveröffentlichung: 15. Dezember 2017 |
| 2017 | Like Home Revival                                                      | DE52 (1 Wo.)DE | — | — | UK84 (2 Wo.)UK | — | Erstveröffentlichung: 15. Dezember 2017 feat. Alicia Keys |
| 2017 | Bad Husband Revival                                                    | DE69 (1 Wo.)DE | — | — | — | — | Erstveröffentlichung: 15. Dezember 2017 feat. X Ambassadors |
| 2017 | Tragic Endings Revival                                                 | DE77 (1 Wo.)DE | — | — | — | — | Erstveröffentlichung: 15. Dezember 2017 feat. Skylar Grey |
| 2017 | Chloraseptic Revival                                                   | DE100 (1 Wo.)DE | — | — | — | — | Erstveröffentlichung: 15. Dezember 2017 feat. Phresher |
| 2017 | In Your Head Revival                                                   | — | — | — | UK19 (2 Wo.)UK | — | Erstveröffentlichung: 15. Dezember 2017 Verkäufe: + 35.000 |
| 2018 | Lucky You Kamikaze                                                     | DE19 (6 Wo.)DE | AT13 Gold · (7 Wo.)AT | CH2 (9 Wo.)CH | UK6 Platin · (9 Wo.)UK | US6 ×3Dreifachplatin · (14 Wo.)US | Erstveröffentlichung: 31. August 2018 Verkäufe: + 4.375.000 feat. Joyner Lucas                                                                                     |
| 2018 | The Ringer Kamikaze                                                    | DE21 (3 Wo.)DE | AT14 (3 Wo.)AT | CH3 (3 Wo.)CH | UK4 Silber · (3 Wo.)UK | US8 Platin · (4 Wo.)US | Erstveröffentlichung: 31. August 2018 Verkäufe: + 1.405.000 |
| 2018 | Fall Kamikaze                                                          | DE37 (3 Wo.)DE | AT29 (4 Wo.)AT | CH7 (8 Wo.)CH | UK8 Gold · (5 Wo.)UK | US12 Platin · (4 Wo.)US | Erstveröffentlichung: 31. August 2018 Verkäufe: + 1.675.000 feat. Justin Vernon                                                                                    |
| 2018 | Greatest Kamikaze                                                      | DE40 (2 Wo.)DE | AT26 (2 Wo.)AT | — | UK— SilberUK | US23 Gold · (2 Wo.)US | Erstveröffentlichung: 31. August 2018 Verkäufe: + 805.000 |
| 2018 | Kamikaze                                                               | DE53 (2 Wo.)DE | AT31 (2 Wo.)AT | — | UK— SilberUK | US16 Gold · (3 Wo.)US | Erstveröffentlichung: 31. August 2018 Verkäufe: + 790.000 |
| 2018 | Not Alike Kamikaze                                                     | DE57 (2 Wo.)DE | AT39 (2 Wo.)AT | — | UK— SilberUK | US24 Gold · (1 Wo.)US | Erstveröffentlichung: 31. August 2018 Verkäufe: + 805.000 feat. Royce da 5′9″                                                                                      |
| 2018 | Stepping Stone Kamikaze                                                | DE69 (1 Wo.)DE | AT47 (1 Wo.)AT | — | — | US42 (1 Wo.)US | Erstveröffentlichung: 31. August 2018 Verkäufe: + 35.000 |
| 2018 | Normal Kamikaze                                                        | DE71 (1 Wo.)DE | AT46 (1 Wo.)AT | — | — | US39 Gold · (1 Wo.)US | Erstveröffentlichung: 31. August 2018 Verkäufe: + 535.000 |
| 2018 | Good Guy Kamikaze                                                      | DE98 (1 Wo.)DE | AT61 (1 Wo.)AT | — | — | US67 Gold · (1 Wo.)US | Erstveröffentlichung: 31. August 2018 Verkäufe: + 535.000 feat. Jessie Reyez                                                                                       |
| 2018 | Nice Guy Kamikaze                                                      | — | AT74 (1 Wo.)AT | — | — | US65 (1 Wo.)US | Erstveröffentlichung: 31. August 2018 Verkäufe: + 35.000 feat. Jessie Reyez                                                                                        |
| 2020 | Those Kinda Nights Music to Be Murdered By                             | — | AT37 (1 Wo.)AT | CH12 (2 Wo.)CH | UK12 Silber · (6 Wo.)UK | US31 Gold · (2 Wo.)US | Erstveröffentlichung: 17. Januar 2020 Verkäufe: + 735.000 feat. Ed Sheeran                                                                                         |
| 2020 | Unaccommodating Music to Be Murdered By                                | — | — | — | — | US36 Gold · (2 Wo.)US | Erstveröffentlichung: 17. Januar 2020 Verkäufe: + 535.000 feat. Young M.A                                                                                          |
| 2020 | You Gon’ Learn Music to Be Murdered By                                 | — | — | — | — | US52 Gold · (2 Wo.)US | Erstveröffentlichung: 17. Januar 2020 Verkäufe: + 535.000 feat. Royce da 5′9″ und White Gold                                                                       |
| 2020 | Leaving Heaven Music to Be Murdered By                                 | — | — | — | — | US61 (1 Wo.)US | Erstveröffentlichung: 17. Januar 2020 Verkäufe: + 35.000 feat. Skylar Grey                                                                                         |
| 2020 | Premonition (Intro) Music to Be Murdered By                            | — | — | — | — | US67 (1 Wo.)US | Erstveröffentlichung: 17. Januar 2020 Verkäufe: + 20.000 feat. Nikki Grier                                                                                         |
| 2020 | In Too Deep Music to Be Murdered By                                    | — | — | — | — | US71 (1 Wo.)US | Erstveröffentlichung: 17. Januar 2020 feat. Sly Pyper |
| 2020 | Marsh Music to Be Murdered By                                          | — | — | — | — | US83 (1 Wo.)US | Erstveröffentlichung: 17. Januar 2020 |
| 2020 | No Regrets Music to Be Murdered By                                     | — | — | — | — | US84 (1 Wo.)US | Erstveröffentlichung: 17. Januar 2020 feat. Don Toliver |
| 2020 | Lock It Up Music to Be Murdered By                                     | — | — | — | — | US89 (1 Wo.)US | Erstveröffentlichung: 17. Januar 2020 Verkäufe: + 35.000; feat. Anderson Paak                                                                                      |
| 2020 | Stepdad Music to Be Murdered By                                        | — | — | — | — | US93 (1 Wo.)US | Erstveröffentlichung: 17. Januar 2020 |
| 2020 | Gnat Music to Be Murdered By - Side B                                  | — | — | — | UK65 (2 Wo.)UK | US60 (1 Wo.)US | Erstveröffentlichung: 18. Dezember 2020 Verkäufe: + 35.000 |
| 2020 | Black Magic Music to Be Murdered By - Side B                           | — | — | — | UK100 (1 Wo.)UK | — | Erstveröffentlichung: 18. Dezember 2020 feat. Skylar Grey |
| 2024 | Habits The Death of Slim Shady (Coup de Grâce)                         | — | AT59 (1 Wo.)AT | CH24 (1 Wo.)CH | UK11 (4 Wo.)UK | US19 (2 Wo.)US | Charteinstieg: 21. Juli 2024 Verkäufe: + 40.000; feat. White Gold                                                                                                  |
| 2024 | Renaissance The Death of Slim Shady (Coup de Grâce)                    | — | — | CH23 (1 Wo.)CH | UK13 (1 Wo.)UK | US20 (2 Wo.)US | Charteinstieg: 21. Juli 2024 Verkäufe: + 40.000 |
| 2024 | Fuel The Death of Slim Shady (Coup de Grâce)                           | — | — | — | UK78 (3 Wo.)UK | US21 (3 Wo.)US | Charteinstieg: 27. Juli 2024 Verkäufe: + 20.000; feat. JID |
| 2024 | Brand New Dance The Death of Slim Shady (Coup de Grâce)                | — | — | — | UK38 (1 Wo.)UK | US25 (2 Wo.)US | Charteinstieg: 27. Juli 2024 Verkäufe: + 40.000 |
| 2024 | Evil The Death of Slim Shady (Coup de Grâce)                           | — | — | — | — | US30 (1 Wo.)US | Charteinstieg: 27. Juli 2024 |
| 2024 | Trouble The Death of Slim Shady (Coup de Grâce)                        | — | — | — | — | US31 (1 Wo.)US | Charteinstieg: 27. Juli 2024 |
| 2024 | Lucifer The Death of Slim Shady (Coup de Grâce)                        | — | — | — | — | US37 (1 Wo.)US | Charteinstieg: 27. Juli 2024 feat. Sly Pyper |
| 2024 | Antichrist The Death of Slim Shady (Coup de Grâce)                     | — | — | — | — | US39 (1 Wo.)US | Charteinstieg: 27. Juli 2024 feat. Bizarre |
| 2024 | Guilty Conscience 2 The Death of Slim Shady (Coup de Grâce)            | — | — | — | — | US45 (1 Wo.)US | Charteinstieg: 27. Juli 2024 |
| 2024 | Temporary The Death of Slim Shady (Coup de Grâce)                      | — | — | — | — | US56 (1 Wo.)US | Charteinstieg: 27. Juli 2024 feat. Skylar Grey |
| 2024 | Road Rage The Death of Slim Shady (Coup de Grâce)                      | — | — | — | — | US59 (1 Wo.)US | Charteinstieg: 27. Juli 2024 feat. Dem Jointz & Sly Pyper |
| 2024 | Bad One The Death of Slim Shady (Coup de Grâce)                        | — | — | — | — | US69 (1 Wo.)US | Charteinstieg: 27. Juli 2024 feat. White Gold |
| 2024 | Head Honcho The Death of Slim Shady (Coup de Grâce)                    | — | — | — | — | US72 (1 Wo.)US | Charteinstieg: 27. Juli 2024 feat. Ez Mil |

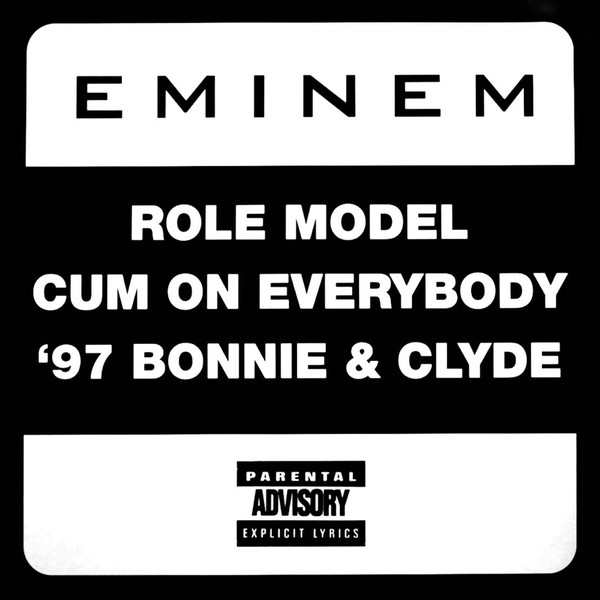
Role Model
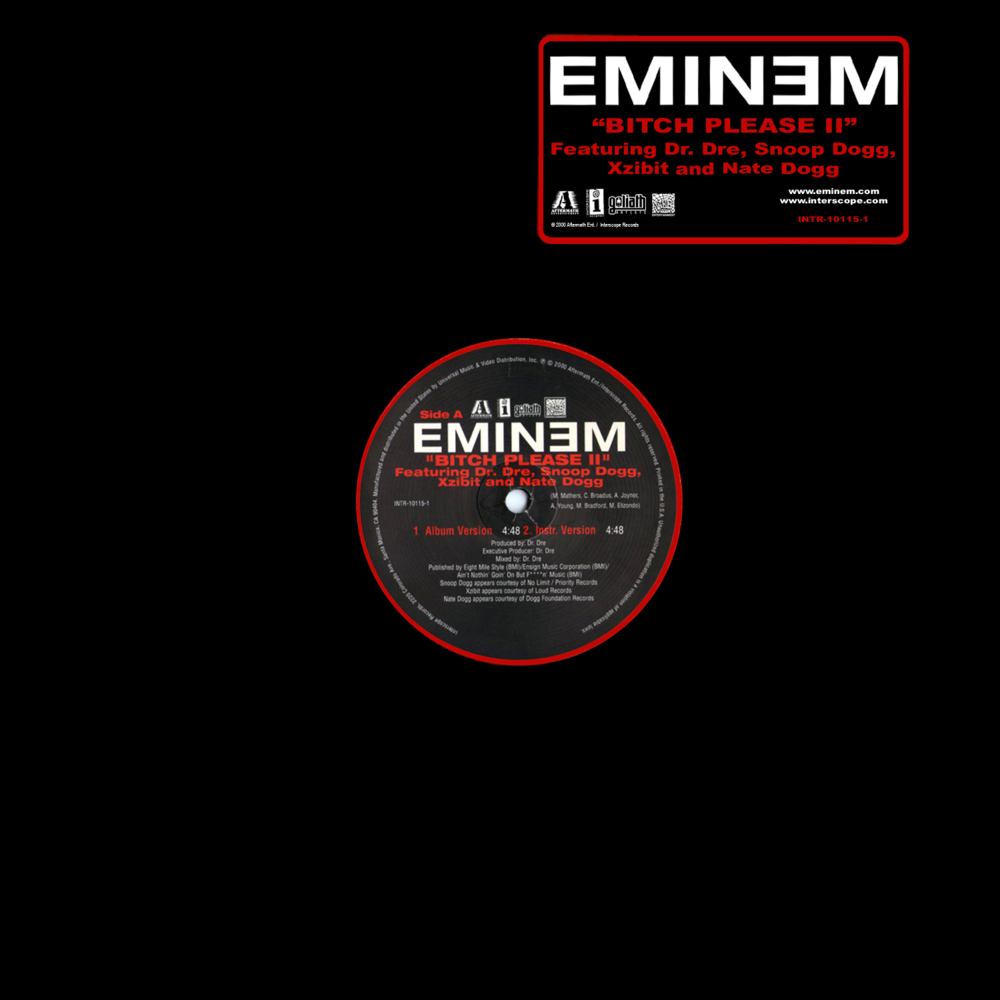
Bitch Please II
Jimmy Crack Corn
Crack a Bottle
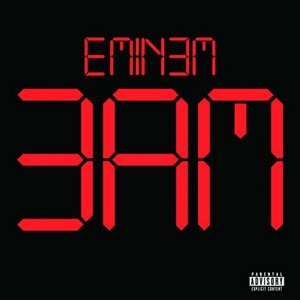
3 a.m.
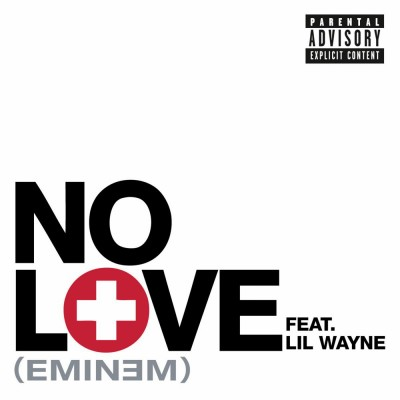
No Love

### Als Gastmusiker

Hellbound

| Jahr | Titel Album                                                                        | Höchstplatzierung, Gesamtwochen, AuszeichnungChartplatzierungen (Jahr, Titel, Album, Platzierungen, Wochen, Auszeichnungen, Anmerkungen) | Höchstplatzierung, Gesamtwochen, AuszeichnungChartplatzierungen (Jahr, Titel, Album, Platzierungen, Wochen, Auszeichnungen, Anmerkungen) | Höchstplatzierung, Gesamtwochen, AuszeichnungChartplatzierungen (Jahr, Titel, Album, Platzierungen, Wochen, Auszeichnungen, Anmerkungen) | Höchstplatzierung, Gesamtwochen, AuszeichnungChartplatzierungen (Jahr, Titel, Album, Platzierungen, Wochen, Auszeichnungen, Anmerkungen) | Höchstplatzierung, Gesamtwochen, AuszeichnungChartplatzierungen (Jahr, Titel, Album, Platzierungen, Wochen, Auszeichnungen, Anmerkungen) | Anmerkungen |
| Jahr | Titel Album                                                                        | DE | AT | CH | UK | US | Anmerkungen |
| --- | ---------------------------------------------------------------------------------- | --- | --- | --- | --- | --- | --- |
| 1999 | Dead Wrong Born Again                                                              | — | — | — | — | — | Erstveröffentlichung: 26. Oktober 1999 The Notorious B.I.G. feat. Eminem                                                                                 |
| 2000 | Forgot About Dre 2001                                                              | DE41 Gold · (9 Wo.)DE | AT— GoldAT | CH37 (16 Wo.)CH | UK7 ×2Doppelplatin · (17 Wo.)UK | US25 (20 Wo.)US | Erstveröffentlichung: 29. Januar 2000 Verkäufe: + 1.765.000 Dr. Dre feat. Eminem Grammy Awards 2001: Beste Darbietung eines Duos oder einer Gruppe – Rap |
| 2001 | The Watcher 2001                                                                   | — | — | — | UK— SilberUK | — | Erstveröffentlichung: 27. Februar 2001 Verkäufe: + 200.000; Dr. Dre feat. Eminem und Knoc-Turn’Al                                                        |
| 2002 | Rock City Rock City (Version 2.0)                                                  | DE30 (9 Wo.)DE | AT57 (5 Wo.)AT | CH37 (11 Wo.)CH | — | — | Erstveröffentlichung: 5. März 2002 Royce da 5′9″ feat. Eminem                                                                                            |
| 2002 | Hellbound Game Over                                                                | — | — | CH85 (1 Wo.)CH | — | — | Erstveröffentlichung: 2. April 2002 J-Black und Masta Ace feat. Eminem                                                                                   |
| 2004 | One Day at a Time (Em’s Version) Tupac: Resurrection                               | — | — | — | — | US80 (5 Wo.)US | Erstveröffentlichung: 13. Januar 2004 Tupac Shakur feat. Eminem und Outlawz                                                                              |
| 2005 | Welcome 2 Detroit The People vs.                                                   | DE20 (13 Wo.)DE | AT24 (13 Wo.)AT | — | — | US100 Gold · (1 Wo.)US | Erstveröffentlichung: 11. Oktober 2005 Verkäufe: + 500.000; Trick-Trick feat. Eminem                                                                     |
| 2006 | Smack That Konvicted                                                               | DE5 Platin · (21 Wo.)DE | AT9 (20 Wo.)AT | CH3 (28 Wo.)CH | UK1 ×3Dreifachplatin · (29 Wo.)UK | US2 ×2×3Doppelplatin + Dreifachplatin (Mastertone) · (30 Wo.)US                                                                          | Erstveröffentlichung: 28. September 2006 Verkäufe: + 8.955.000 Akon feat. Eminem                                                                         |
| 2009 | Forever More Than a Game / Relapse: Refill                                         | — | — | CH68 (3 Wo.)CH | UK42 Platin · (15 Wo.)UK | US8 ×6Sechsfachplatin · (24 Wo.)US | Erstveröffentlichung: 27. August 2009 Verkäufe: + 6.845.000 Drake feat. Eminem, Kanye West und Lil Wayne                                                 |
| 2009 | Drop the World Rebirth                                                             | — | — | — | UK51 Gold · (13 Wo.)UK | US18 ×5Fünffachplatin · (20 Wo.)US | Erstveröffentlichung: 22. Dezember 2009 Verkäufe: + 5.507.500 Lil Wayne feat. Eminem                                                                     |
| 2011 | That’s All She Wrote No Mercy                                                      | — | — | — | — | US18 (5 Wo.)US | Erstveröffentlichung: 11. Januar 2011 T.I. feat. Eminem                                                                                                  |
| 2011 | I Need a Doctor –                                                                  | DE25 Gold · (8 Wo.)DE | AT38 (13 Wo.)AT | CH33 (15 Wo.)CH | UK8 Platin · (21 Wo.)UK | US4 ×2Doppelplatin · (20 Wo.)US | Erstveröffentlichung: 1. Februar 2011 Verkäufe: + 3.135.000 Dr. Dre feat. Eminem und Skylar Grey                                                         |
| 2011 | Writer’s Block Success Is Certain                                                  | — | — | — | — | — | Erstveröffentlichung: 29. März 2011 Royce da 5′9″ feat. Eminem                                                                                           |
| 2012 | Throw That Welcome to: Our House                                                   | — | — | — | — | US98 (1 Wo.)US | Erstveröffentlichung: 21. August 2012 Slaughterhouse feat. Eminem                                                                                        |
| 2012 | My Life –                                                                          | DE52 (2 Wo.)DE | AT55 (1 Wo.)AT | CH36 (3 Wo.)CH | UK2 Silber · (9 Wo.)UK | US27 Gold · (3 Wo.)US | Erstveröffentlichung: 26. November 2012 Verkäufe: + 807.500 50 Cent feat. Eminem und Adam Levine                                                         |
| 2012 | C’mon Let Me Ride Don’t Look Down                                                  | — | — | — | — | — | Erstveröffentlichung: 11. Dezember 2012 Verkäufe: + 7.500 Skylar Grey feat. Eminem                                                                       |
| 2014 | Calm Down Extinction Level Event 2: The Wrath of God Reloaded                      | — | — | — | UK63 (1 Wo.)UK | US94 (1 Wo.)US | Erstveröffentlichung: 1. Juli 2014 Busta Rhymes feat. Eminem                                                                                             |
| 2014 | Twerk Dat Pop That! –                                                              | — | — | — | — | — | Erstveröffentlichung: 5. Juli 2014 Trick-Trick feat. Eminem und Royce da 5′9″                                                                            |
| 2015 | Best Friend Love Story                                                             | — | — | — | — | US— PlatinUS | Erstveröffentlichung: 14. April 2015 Verkäufe: + 1.000.000 Yelawolf feat. Eminem                                                                         |
| 2015 | Speedom (WWC2) Special Effects                                                     | — | — | — | — | — | Erstveröffentlichung: 20. April 2015 Tech N9ne feat. Eminem und Krizz Kaliko                                                                             |
| 2018 | Caterpillar Book of Ryan                                                           | — | — | — | — | — | Erstveröffentlichung: 3. Mai 2018 Royce da 5′9″ feat. Eminem                                                                                             |
| 2019 | Homicide Confessions of a Dangerous Mind                                           | DE38 (2 Wo.)DE | AT16 (2 Wo.)AT | CH12 (3 Wo.)CH | UK15 Gold · (7 Wo.)UK | US5 ×2Doppelplatin · (6 Wo.)US | Erstveröffentlichung: 3. Mai 2019 Verkäufe: + 2.515.000 Logic feat. Eminem                                                                               |
| 2019 | Bang God Don’t Make Mistakes                                                       | — | — | — | — | — | Erstveröffentlichung: 19. Juli 2019 Conway the Machine feat. Eminem                                                                                      |
| 2021 | Last One Standing Venom: Let There Be Carnage (Original Motion Picture Soundtrack) | DE84 (1 Wo.)DE | — | CH48 (1 Wo.)CH | UK46 (5 Wo.)UK | US78 Gold · (1 Wo.)US | Erstveröffentlichung: 30. September 2021 Verkäufe: + 520.000 Skylar Grey feat. Polo G, Mozzy und Eminem                                                  |
| 2023 | Realest Duality: Redux                                                             | — | — | — | — | — | Erstveröffentlichung: 4. August 2023 Ez Mil feat. Eminem                                                                                                 |
| 2023 | Lace It The Party Never Ends                                                       | — | — | — | UK95 (1 Wo.)UK | US85 (4 Wo.)US | Erstveröffentlichung: 16. Dezember 2023 Juice Wrld feat. Eminem und Benny Blanco                                                                         |
| 2024 | Murdergram Deux The Force                                                          | — | — | — | — | — | Erstveröffentlichung: 30. August 2024 LL Cool J feat. Eminem                                                                                             |
| 2025 | Animals (Pt.1) GDLU Preluxe                                                        | — | — | — | — | — | Erstveröffentlichung: 4. Juli 2025 JID feat. Eminem |
| Folgende Lieder erschienen nicht als Single, wurden aber durch das Album zum Download und Streaming bereitgestellt und konnten somit eine Platzierung erlangen: |                                                                                    | | | | | | |
| |                                                                                    | | | | | | |
| 1999 | What’s the Difference 2001                                                         | — | AT— GoldAT | — | UK— PlatinUK | — | Erstveröffentlichung: 15. November 1999 Verkäufe: + 730.000 Dr. Dre feat. Eminem und Xzibit                                                              |
| 2001 | Renegade The Blueprint                                                             | — | — | — | UK— SilberUK | US— GoldUS | Erstveröffentlichung: 11. September 2001 Verkäufe: + 700.000 Jay-Z feat. Eminem                                                                          |
| 2003 | Patiently Waiting Get Rich or Die Tryin’                                           | — | — | — | UK— SilberUK | US— PlatinUS | Erstveröffentlichung: 6. Februar 2003 Verkäufe: + 1.200.000 50 Cent feat. Eminem                                                                         |
| 2010 | Love the Way You Lie (Part II) Loud                                                | — | — | — | UK— GoldUK | US— GoldUS | Erstveröffentlichung: 12. November 2010 Verkäufe: + 1.072.248 Rihanna feat. Eminem                                                                       |
| 2012 | Numb Unapologetic                                                                  | — | — | — | UK92 (1 Wo.)UK | — | Erstveröffentlichung: 19. November 2012 Rihanna feat. Eminem                                                                                             |
| 2017 | No Favors I Decided                                                                | — | — | CH55 (1 Wo.)CH | UK56 (1 Wo.)UK | US22 Platin · (3 Wo.)US | Erstveröffentlichung: 3. Februar 2017 Verkäufe: + 1.000.000 Big Sean feat. Eminem                                                                        |
| 2017 | Revenge Beautiful Trauma                                                           | DE84 (1 Wo.)DE | AT52 (1 Wo.)AT | CH40 (1 Wo.)CH | UK33 Silber · (6 Wo.)UK | — | Erstveröffentlichung: 13. Oktober 2017 Verkäufe: + 340.000 Pink feat. Eminem                                                                             |
| 2018 | Majesty Queen                                                                      | — | — | CH56 (1 Wo.)CH | UK41 (3 Wo.)UK | US58 (1 Wo.)US | Erstveröffentlichung: 10. August 2018 Verkäufe: + 55.000 Nicki Minaj feat. Eminem und Labrinth                                                           |
| 2019 | Remember the Name No. 6 Collaborations Project                                     | DE29 (2 Wo.)DE | AT— GoldAT | — | UK— GoldUK | US57 (1 Wo.)US | Erstveröffentlichung: 12. Juli 2019 Verkäufe: + 570.000 Ed Sheeran feat. Eminem und 50 Cent                                                              |
| 2019 | Lord Above Family Ties                                                             | — | — | — | — | US97 (1 Wo.)US | Erstveröffentlichung: 6. Dezember 2019 Fat Joe feat. Eminem, Dre und Mary J. Blige                                                                       |
| 2022 | Gospel Grand Theft Auto: The Contract                                              | DE— fDE | — | CH77 (1 Wo.)CH | — | — | Erstveröffentlichung: 4. Februar 2022 Dr. Dre feat. Eminem                                                                                               |
| 2022 | Use This Gospel (Remix) God Did                                                    | — | — | — | — | US49 (1 Wo.)US | Erstveröffentlichung: 26. August 2022 DJ Khaled feat. Kanye West & Eminem                                                                                |

- Hellbound

## Videoalben und Musikvideos

### Videoalben

E

| Jahr | Titel Musiklabel                                                | Höchstplatzierung, Gesamtwochen, AuszeichnungChartplatzierungen (Jahr, Titel, Musiklabel, Platzierungen, Wochen, Auszeichnungen, Anmerkungen) | Höchstplatzierung, Gesamtwochen, AuszeichnungChartplatzierungen (Jahr, Titel, Musiklabel, Platzierungen, Wochen, Auszeichnungen, Anmerkungen) | Höchstplatzierung, Gesamtwochen, AuszeichnungChartplatzierungen (Jahr, Titel, Musiklabel, Platzierungen, Wochen, Auszeichnungen, Anmerkungen) | Höchstplatzierung, Gesamtwochen, AuszeichnungChartplatzierungen (Jahr, Titel, Musiklabel, Platzierungen, Wochen, Auszeichnungen, Anmerkungen) | Höchstplatzierung, Gesamtwochen, AuszeichnungChartplatzierungen (Jahr, Titel, Musiklabel, Platzierungen, Wochen, Auszeichnungen, Anmerkungen) | Anmerkungen |
| Jahr | Titel Musiklabel                                                | DE | AT | CH | UK | US | Anmerkungen |
| ---- | --------------------------------------------------------------- | --- | --- | --- | --- | --- | --- |
| 2000 | The Up in Smoke Tour Aftermath/Eagle Vision                     | DE— GoldDE | — | — | UK— ×3DreifachplatinUK | US1 ×6Sechsfachplatin · (… Wo.)US | Erstveröffentlichung: 5. Dezember 2000 Verkäufe: + 925.000 mit Dr. Dre, Snoop Dogg und Ice Cube Regie: Philip Atwell FSK: 16 |
| 2000 | E Aftermath/Interscope/Polygram                                 | — | — | — | UK1 ×2Doppelplatin · (86 Wo.)UK | US5 Platin · (… Wo.)US | Erstveröffentlichung: 12. Dezember 2000 Verkäufe: + 232.500 Regie: Dale Resteghini FSK: 12 / 16                              |
| 2002 | All Access Europe Interscope/Universal                          | — | — | — | UK1 Platin · (64 Wo.)UK | US1 Platin · (… Wo.)US | Erstveröffentlichung: 18. Juni 2002 Verkäufe: + 180.000 Regie: Eminem, Paul Rosenberg und Stuart Parr FSK: 12                |
| 2005 | Eminem Presents: The Anger Management Tour Interscope/Universal | DE49 g (2 Wo.)DE | AT8 (2 Wo.)AT | — | UK1 Gold · (17 Wo.)UK | US2 (… Wo.)US | Erstveröffentlichung: 4. Juli 2005 Verkäufe: + 50.000 FSK: 0                                                                 |
| 2007 | Live from New York City Eagle Vision/Eagle Rock                 | — | — | — | UK10 (6 Wo.)UK | US13 (… Wo.)US | Erstveröffentlichung: 13. November 2007 Regie: Hamish Hamilton FSK: 0                                                        |

- E

### Musikvideos
Als Leadmusiker
| Jahr | Titel                  | Regie                                    | Anmerkungen |
| ---- | ---------------------- | ---------------------------------------- | --- |
| 1998 | Just Don’t Give a Fuck | Darren Lavett                            | Schwarz-weiß-Video |
| 1999 | My Name Is             | Philip Atwell und Dr. Dre                | MTV Video Music Awards 1999: Best New Artist in a Video |
| 1999 | Guilty Conscience      | Philip Atwell und Dr. Dre                | Robert Culp und Dr. Dre spielen im Video mit |
| 1999 | Role Model             | Philip Atwell und Dr. Dre                | |
| 2000 | The Real Slim Shady    | Philip Atwell und Dr. Dre                | MTV Video Music Awards 2000: Video of the Year und Best Male Video Dr. Dre, D12, Fred Durst und Kathy Griffin spielen im Video mit Video parodiert u. a. Pamela Anderson, Tommy Lee, Britney Spears und Christina Aguilera                                                                                                  |
| 2000 | The Way I Am           | Paul Hunter                              | Marilyn Manson spielt im Video mit |
| 2000 | Stan                   | Philip Atwell und Dr. Dre                | Dido und Devon Sawa spielen im Video mit längstes Musikvideo Eminems mit einer Laufzeit von 8:15 |
| 2002 | Without Me             | Joseph Kahn                              | Grammy Awards 2003: Best Short Form Music Video MTV Video Music Awards 2002: Video of the Year, Best Male Video, Best Rap Video und Best Direction in a Video Dr. Dre, Obie Trice, Xzibit, D12, Jenna Jameson und Kiana Tom spielen im Video mit Video parodiert u. a. Elvis Presley, Moby, Dick Cheney und Osama bin Laden |
| 2002 | White America          | Stephen Marshall                         | komplett animiert |
| 2002 | Cleanin’ Out My Closet | Philip Atwell und Dr. Dre                | |
| 2002 | Lose Yourself          | Philip Atwell, Eminem und Paul Rosenberg | MTV Video Music Awards 2003: Best Video from a Film enthält Szenen aus dem Film 8 Mile |
| 2003 | Superman               | Paul Hunter                              | wurde aufgrund der dargestellten Nacktheit nur nachts im Fernsehen gezeigt Gina Lynn spielt im Video mit |
| 2003 | Sing for the Moment    | Philip Atwell und Jeff Grippe            | größtenteils Konzert- und Backstage-Aufnahmen Dr. Dre, D12, 50 Cent und Ludacris sind im Video zu sehen |
| 2004 | Mosh                   | Ian Inaba                                | komplett animiert gegen die Wahl George W. Bushs zum US-Präsidenten |
| 2004 | Just Lose It           | Philip Atwell                            | Dr. Dre, Paris Hilton u. a. spielen im Video mit Video parodiert u. a. Michael Jackson, Madonna und MC Hammer |
| 2004 | Like Toy Soldiers      | The Saline Project                       | Dr. Dre, D12, 50 Cent, Obie Trice, Tupac Shakur, The Notorious B.I.G. und Big L sind im Video zu sehen |
| 2005 | Mockingbird            | Eminem und Quig                          | zeigt private Aufnahmen aus Eminems Leben mit seiner Tochter |
| 2005 | Ass Like That          | Philip Atwell                            | Figuren aus der Serie Crank Yankers spielen im Video mit Video parodiert u. a. Jessica Simpson, JoJo, Mary-Kate und Ashley Olsen, Gwen Stefani und Janet Jackson |
| 2005 | When I’m Gone          | Anthony Mandler                          | |
| 2006 | Shake That             | Plates Animation                         | komplett animiert |
| 2006 | You Don’t Know         | The Saline Project                       | 50 Cent, Lloyd Banks, Cashis u. a. spielen im Video mit |
| 2009 | We Made You            | Joseph Kahn                              | MTV Video Music Awards 2009: Best Hip-Hop Video Dr. Dre, 50 Cent, Lisa Ann u. a. spielen im Video mit Video parodiert u. a. Sarah Palin, Jessica Simpson, Amy Winehouse, Lindsay Lohan und Kim Kardashian |
| 2009 | 3 a.m.                 | Syndrome                                 | |
| 2009 | Crack a Bottle         | Syndrome                                 | Cashis spielt im Video mit Eminem selbst ist nicht im Video zu sehen |
| 2009 | Beautiful              | Anthony Mandler                          | enthält nur die ersten beiden Verse des Liedes |
| 2010 | Not Afraid             | Rich Lee                                 | MTV Video Music Awards 2010: Best Male Video, Best Hip-Hop Video |
| 2010 | Love the Way You Lie   | Joseph Kahn                              | Rihanna, Megan Fox und Dominic Monaghan spielen im Video mit gehört mit über 2,3 Milliarden Aufrufen zu den meistgesehenen YouTube-Videos |
| 2010 | No Love                | Chris Robinson                           | Lil Wayne spielt im Video mit |
| 2011 | Space Bound            | Joseph Kahn                              | Sasha Grey spielt im Video mit |
| 2013 | Berzerk                | Syndrome                                 | Slaughterhouse, Rick Rubin, Mr. Porter, Kendrick Lamar, Kid Rock und Yelawolf wirken im Video mit |
| 2013 | Survival               | Syndrome                                 | Ausschnitte des Videospiels Call of Duty: Ghosts sind im Video zu sehen |
| 2013 | Rap God                | Syndrome                                 | |
| 2013 | The Monster            | Rich Lee                                 | Rihanna spielt im Video mit enthält Szenen aus den Musikvideos zu My Name Is, Lose Yourself, The Way I Am und 3 a.m. |
| 2014 | Headlights             | Spike Lee                                | |
| 2014 | Guts Over Fear         | Syndrome                                 | Marilyn Manson spielt im Video mit |
| 2015 | Detroit vs. Everybody  | Syndrome                                 | |
| 2015 | Phenomenal             | Rich Lee                                 | John Malkovich und Randall Park spielen im Video mit |
| 2017 | Walk on Water          | Rich Lee                                 | |
| 2018 | River                  | Emil Nava                                | Ed Sheeran spielt im Video mit |
| 2018 | Framed                 | James Larese                             | stellt ein Prequel zum Video von 3 a.m. dar |
| 2018 | Fall                   | James Larese                             | Royce da 5′9″ und Mr. Porter wirken im Video mit |
| 2018 | Lucky You              | James Larese                             | Joyner Lucas spielt im Video mit |
| 2018 | Venom                  | Rich Lee                                 | |
| 2018 | Good Guy               | Peter Huang                              | Jessie Reyez spielt im Video mit |
| 2020 | Darkness               | James Larese                             | |
| 2020 | Godzilla               | Cole Bennett                             | Mike Tyson und Dr. Dre spielen im Video mit |
| 2020 | Gnat                   | Cole Bennett                             | |
| 2021 | Higher                 | James Larese                             | |
| 2022 | From the D 2 the LBC   | James Larese                             | Snoop Dogg spielt im Video mit teilweise animiert |
| 2024 | Doomsday Pt. 2         | Cole Bennett                             | |
| 2024 | Houdini                | Rich Lee                                 | Dr. Dre spielt im Video mit angelehnt an das Video zu Without Me |
| 2024 | Tobey                  | Cole Bennett                             | BabyTron und Big Sean spielen im Video mit |
| 2024 | Somebody Save Me       | Emil Nava                                | Jelly Roll spielt im Video mit |
| 2024 | Temporary              | Eminem                                   | |

Als Gastmusiker
| Jahr | Titel              | Interpretation   | Regie            | Anmerkungen                                                                                               |
| ---- | ------------------ | ---------------- | ---------------- | --- |
| 1999 | The Anthem         | Sway & King Tech | Sway & King Tech | Chino XL, Kool G Rap, KRS-One, Jayo Felony, Pharoahe Monch, RZA, Tech N9ne und Xzibit wirken im Video mit |
| 1999 | Forgot About Dre   | Dr. Dre          | Philip Atwell    | MTV Video Music Awards 2000: Best Rap Video                                                               |
| 2000 | Don’t Approach Me  | Xzibit           | Devin DeHaven    | aufgenommen auf der Anger Management Tour Papa Roach, D12 u. a. wirken im Video mit                       |
| 2002 | Rock City          | Royce da 5′9″    | Antti J          | Proof wirkt im Video mit                                                                                  |
| 2005 | Gatman and Robbin’ | 50 Cent          | Broadway         | größtenteils animiertes Video                                                                             |
| 2005 | Welcome 2 Detroit  | Trick-Trick      | Davy Duhamel     | D12 wirken im Video mit                                                                                   |
| 2006 | Smack That         | Akon             | Benny Boom       | Eric Roberts spielt im Video mit                                                                          |
| 2009 | Forever            | Drake            | Hype Williams    | Birdman, The Alchemist und Slaughterhouse wirken im Video mit                                             |
| 2010 | Drop the World     | Lil Wayne        | Chris Robinson   | Birdman wirkt im Video mit                                                                                |
| 2011 | I Need a Doctor    | Dr. Dre          | Allen Hughes     | enthält Rückblicke auf Dr. Dres Karriere Estella Warren und Skylar Grey spielen im Video mit              |
| 2012 | My Life            | 50 Cent          | Rich Lee         | Adam Levine und Andre Dirrell wirken im Video mit                                                         |
| 2012 | C’mon Let Me Ride  | Skylar Grey      | Isaac Rentz      | Noah Segan spielt im Video mit                                                                            |
| 2015 | Best Friend        | Yelawolf         | Spidey Smith     | |
| 2018 | Caterpillar        | Royce da 5′9″    | James Larese     | größtenteils animiertes Video                                                                             |
| 2019 | Rainy Days         | Boogie           | James Larese     | |
| 2019 | Homicide           | Logic            | James Larese     | Chauncey Leopardi und Chris D’Elia spielen im Video mit Eminem selbst spielt nicht im Video mit           |
| 2024 | Murdergram Deux    | LL Cool J        | JakeTheShooter   | |

## Boxsets
| Jahr | Titel Musiklabel                       | Höchstplatzierung, Gesamtwochen, AuszeichnungChartplatzierungen (Jahr, Titel, Musiklabel, Platzierungen, Wochen, Auszeichnungen, Anmerkungen) | Höchstplatzierung, Gesamtwochen, AuszeichnungChartplatzierungen (Jahr, Titel, Musiklabel, Platzierungen, Wochen, Auszeichnungen, Anmerkungen) | Höchstplatzierung, Gesamtwochen, AuszeichnungChartplatzierungen (Jahr, Titel, Musiklabel, Platzierungen, Wochen, Auszeichnungen, Anmerkungen) | Höchstplatzierung, Gesamtwochen, AuszeichnungChartplatzierungen (Jahr, Titel, Musiklabel, Platzierungen, Wochen, Auszeichnungen, Anmerkungen) | Höchstplatzierung, Gesamtwochen, AuszeichnungChartplatzierungen (Jahr, Titel, Musiklabel, Platzierungen, Wochen, Auszeichnungen, Anmerkungen) | Anmerkungen                             |
| Jahr | Titel Musiklabel                       | DE | AT | CH | UK | US | Anmerkungen                             |
| ---- | -------------------------------------- | --- | --- | --- | --- | --- | --------------------------------------- |
| 2003 | The Singles Shady/Aftermath/Interscope | — | — | — | — | — | Erstveröffentlichung: 12. Dezember 2003 |

## Promoveröffentlichungen
Promo-Singles

| Jahr | Titel Album                 | Höchstplatzierung, Gesamtwochen, AuszeichnungChartplatzierungen (Jahr, Titel, Album, Platzierungen, Wochen, Auszeichnungen, Anmerkungen) | Höchstplatzierung, Gesamtwochen, AuszeichnungChartplatzierungen (Jahr, Titel, Album, Platzierungen, Wochen, Auszeichnungen, Anmerkungen) | Höchstplatzierung, Gesamtwochen, AuszeichnungChartplatzierungen (Jahr, Titel, Album, Platzierungen, Wochen, Auszeichnungen, Anmerkungen) | Höchstplatzierung, Gesamtwochen, AuszeichnungChartplatzierungen (Jahr, Titel, Album, Platzierungen, Wochen, Auszeichnungen, Anmerkungen) | Höchstplatzierung, Gesamtwochen, AuszeichnungChartplatzierungen (Jahr, Titel, Album, Platzierungen, Wochen, Auszeichnungen, Anmerkungen) | Anmerkungen                                                                         |
| Jahr | Titel Album                 | DE | AT | CH | UK | US | Anmerkungen                                                                         |
| ---- | --------------------------- | --- | --- | --- | --- | --- | ----------------------------------------------------------------------------------- |
| 2010 | Roman’s Revenge Pink Friday | — | — | — | — | US56 (5 Wo.)US | Erstveröffentlichung: 30. Oktober 2010 Verkäufe: + 35.000; Nicki Minaj feat. Eminem |
| 2015 | The Hills (Remix) –         | — | — | — | — | — | Erstveröffentlichung: 11. Oktober 2015 The Weeknd feat. Eminem                      |
| 2016 | Campaign Speech –           | — | — | — | — | — | Erstveröffentlichung: 22. Oktober 2016                                              |
| 2018 | Chloraseptic (Remix) –      | — | — | — | — | — | Erstveröffentlichung: 8. Januar 2018 feat. 2 Chainz und Phresher                    |

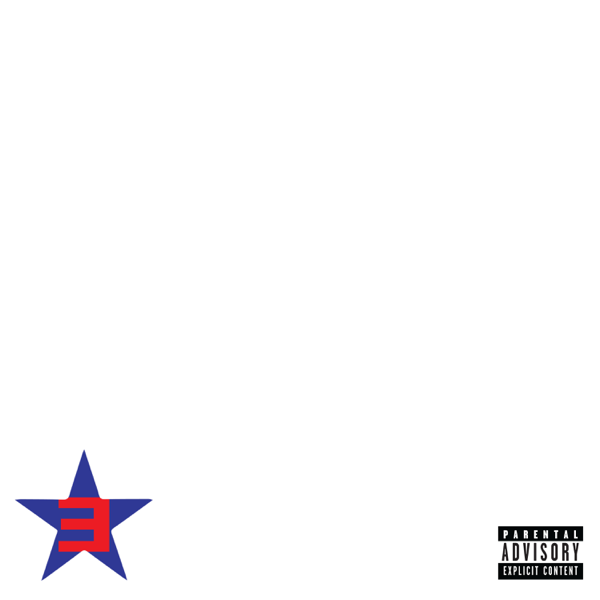
Campaign Speech

## Sonderveröffentlichungen

### Gastbeiträge
| Jahr | Titel Album                                                         | Interpretation            |
| ---- | ------------------------------------------------------------------- | ------------------------- |
| 1998 | Trife Thieves Attack of the Weirdos                                 | Bizarre                   |
| 1998 | We Shine Da Ruckus, Episode 1                                       | Da Ruckus                 |
| 1998 | Fuck Off Devil Without a Cause                                      | Kid Rock                  |
| 1998 | Green and Gold                                                      | The Anonymous             |
| 1999 | Hustlers & Hardcore Behind the Doors of the 13th Floor              | Feel-X                    |
| 1999 | Any Man Soundbombing II                                             | Rawkus                    |
| 1999 | The Anthem und Get You Mad This or That                             | Sway & King Tech          |
| 1999 | Busa Rhyme Da Real World                                            | Missy Elliott             |
| 1999 | The Last Hit Home Field Advantage                                   | The High & Mighty         |
| 1999 | Stir Crazy Tell ’Em Why U Madd                                      | The Madd Rapper           |
| 1999 | If I Get Locked Up The Tunnel                                       | Funkmaster Flex & Big Kap |
| 2000 | Rush Ya Clique Night Life                                           | Outsidaz                  |
| 2000 | Watch Deez Skillosopher                                             | Thirstin Howl III         |
| 2000 | 3 6 5 Restaurant: … It Ain’t Always on the Menu                     | Skam                      |
| 2000 | Desperados Kill the DJ                                              | DJ Butter                 |
| 2000 | What If I Was White Blacktrash: The Autobiography of Kirk Jones     | Sticky Fingaz             |
| 2000 | Don’t Approach Me Restless                                          | Xzibit                    |
| 2001 | What the Beat The Professional 2                                    | DJ Clue                   |
| 2002 | My Name Man vs Machine                                              | Xzibit                    |
| 2003 | Patiently Waiting und Don’t Push Me Get Rich or Die Tryin’          | 50 Cent                   |
| 2003 | Lady, Shit Hits the Fan, We All Die One Day und Hands on You Cheers | Obie Trice                |
| 2003 | 911 West Koasta Nostra                                              | Boo-Yaa T.R.I.B.E.        |
| 2004 | I’m Gone The Streetsweeper Vol. 2: The Pain from the Game           | DJ Kayslay                |
| 2004 | Welcome to D-Block Kiss of Death                                    | Jadakiss                  |
| 2004 | Warrior Part 2 The Hunger for More                                  | Lloyd Banks               |
| 2004 | Soldier Like Me und Black Cotton Loyal to the Game                  | Tupac Shakur              |
| 2005 | Pale Moonlight The Free World                                       | Strike                    |
| 2005 | We Ain’t The Documentary                                            | The Game                  |
| 2005 | Gatman and Robbin’ The Massacre                                     | 50 Cent                   |
| 2005 | Lean Back (Remix) All or Nothing                                    | Fat Joe                   |
| 2005 | Hip Hop Hannicap Circus                                             | Bizarre                   |
| 2005 | Drama Setter Thoughts of a Predicate Felon                          | Tony Yayo                 |
| 2005 | It Has Been Said Duets: The Final Chapter                           | The Notorious B.I.G.      |
| 2005 | No More to Say The People vs.                                       | Trick-Trick               |
| 2006 | There They Go Second Round’s on Me                                  | Obie Trice                |
| 2007 | Pistol Poppin’ The County Hound EP                                  | Cashis                    |
| 2007 | Touchdown T.I. vs. T.I.P.                                           | T.I.                      |
| 2007 | Peep Show Curtis                                                    | 50 Cent                   |
| 2008 | Who Want It The Villain                                             | Trick-Trick               |
| 2009 | Chemical Warfare                                                    | The Alchemist             |
| 2009 | Psycho Before I Self Destruct                                       | 50 Cent                   |
| 2010 | Airplanes, Part II B.o.B Presents: The Adventures of Bobby Ray      | B.o.B                     |
| 2010 | Where I’m At H.F.M. 2 – The Hunger for More 2                       | Lloyd Banks               |
| 2011 | Things Get Worse E.P.I.C. (Every Play Is Crucial)                   | B.o.B                     |
| 2011 | Throw It Up und In This World Radioactive                           | Yelawolf                  |
| 2012 | Richard Bottoms Up                                                  | Obie Trice                |
| 2012 | Our House und Asylum Welcome to: Our House                          | Slaughterhouse            |
| 2012 | Here Comes the Weekend The Truth About Love                         | Pink                      |
| 2013 | Symphony in H The Piece Maker 3: Return of the 50 MC’s              | Tony Touch                |
| 2016 | Kill for You Natural Causes                                         | Skylar Grey               |
| 2019 | Rainy Days Everything’s for Sale                                    | Boogie                    |
| 2019 | Bang (Remix) WWCD                                                   | Griselda                  |
| 2020 | Coffin Before Love Came to Kill Us                                  | Jessie Reyez              |
| 2020 | Friday Night Cypher Detroit 2                                       | Big Sean                  |
| 2021 | EPMD 2 King’s Disease II                                            | Nas                       |
| 2021 | Walkthrough I Died for This!?                                       | Grip                      |
| 2022 | Parables Remix From a Birds Eye View                                | Cordae                    |
| 2024 | Doomsday Pt. 2 All Is Yellow                                        | Cole Bennett              |
| 2024 | Gunz n Smoke Missionary                                             | Snoop Dogg                |

### Disstracks
| Jahr | Titel              | Anmerkungen                  |
| ---- | ------------------ | ---------------------------- |
| 2000 | I Remember         | gegen Everlast               |
| 2002 | Can-I-Bitch        | gegen Canibus                |
| 2002 | Nail in the Coffin | gegen Benzino                |
| 2003 | Bully              | gegen Ja Rule und Benzino    |
| 2003 | The Sauce          | gegen The Source und Benzino |
| 2009 | The Warning        | gegen Mariah Carey           |
| 2018 | Killshot           | gegen Machine Gun Kelly      |

### Soundtrackbeiträge
| Jahr | Titel                  | Soundtrack                                 |
| ---- | ---------------------- | ------------------------------------------ |
| 1999 | Bad Guys Always Die    | Wild Wild West                             |
| 1999 | Bad Influence          | End of Days – Nacht ohne Morgen            |
| 1999 | Murder, Murder (Remix) | Next Friday                                |
| 2000 | Off the Wall           | Familie Klumps und der verrückte Professor |
| 2003 | Go to Sleep            | Born 2 Die                                 |

## Statistik

### Chartauswertung
|                     | DE     | AT     | CH     | UK     | US     |
| ------------------- | ------ | ------ | ------ | ------ | ------ |
| Nummer-eins-Alben   | DE4DE  | AT7AT  | CH8CH  | UK12UK | US12US |
| Top-10-Alben        | DE13DE | AT12AT | CH13CH | UK14UK | US15US |
| Alben in den Charts | DE16DE | AT17AT | CH16CH | UK14UK | US15US |

|                       | DE     | AT     | CH     | UK     | US      |
| --------------------- | ------ | ------ | ------ | ------ | ------- |
| Nummer-eins-Singles   | DE3DE  | AT6AT  | CH7CH  | UK12UK | US5US   |
| Top-10-Singles        | DE18DE | AT18AT | CH24CH | UK34UK | US23US  |
| Singles in den Charts | DE62DE | AT52AT | CH55CH | UK77UK | US111US |

|                          | DE    | AT    | CH    | UK    | US    |
| ------------------------ | ----- | ----- | ----- | ----- | ----- |
| Nummer-eins-Videoalben   | DE—DE | AT—AT | CH—CH | UK3UK | US2US |
| Top-10-Videoalben        | DE—DE | AT1AT | CH—CH | UK4UK | US4US |
| Videoalben in den Charts | DE—DE | AT1AT | CH—CH | UK4UK | US5US |

### Auszeichnungen für Musikverkäufe
| Land/RegionAuszeichnungen für Musikverkäufe (Land/Region, Auszeichnungen, Verkäufe, Quellen) | Silber       | Gold         | Platin           | Diamant       | Verkäufe     | Quellen                                                         |
| -------------------------------------------------------------------------------------------- | ------------ | ------------ | ---------------- | ------------- | ------------ | --------------------------------------------------------------- |
| Argentinien (CAPIF)                                                                          | —            | Gold1        | 2× Platin2       | —             | 120.000      | capif.org.ar (Memento vom 31. Mai 2011 im Internet Archive)     |
| Australien (ARIA)                                                                            | —            | 50× Gold50   | 330× Platin330   | —             | 24.057.500   | aria.com.au                                                     |
| Belgien (BRMA)                                                                               | —            | 10× Gold10   | 10× Platin10     | —             | 605.000      | ultratop.be                                                     |
| Brasilien (PMB)                                                                              | —            | 32× Gold32   | 22× Platin22     | 12× Diamant12 | 4.750.000    | pro-musicabr.org.br                                             |
| Chile (IFPI)                                                                                 | —            | Gold1        | —                | —             | 15.000       | Einzelnachweise                                                 |
| Dänemark (IFPI)                                                                              | —            | 28× Gold28   | 67× Platin67     | —             | 4.105.000    | ifpi.dk                                                         |
| Deutschland (BVMI)                                                                           | —            | 30× Gold30   | 27× Platin27     | —             | 15.025.000   | musikindustrie.de                                               |
| Europa (IFPI)                                                                                | —            | —            | 20× Platin20     | —             | (20.000.000) | ifpi.org (Memento vom 1. Januar 2014 im Internet Archive)       |
| Finnland (IFPI)                                                                              | —            | 3× Gold3     | 14× Platin14     | —             | 536.506      | ifpi.fi                                                         |
| Frankreich (SNEP)                                                                            | —            | 14× Gold14   | 15× Platin15     | —             | 4.823.500    | infodisc.fr snepmusique.com                                     |
| Golf-Kooperationsrat (IFPI)                                                                  | —            | 2× Gold2     | —                | —             | 6.000        | ifpi.org (Memento vom 15. Oktober 2013 im Internet Archive)     |
| Griechenland (IFPI)                                                                          | —            | 4× Gold4     | 15× Platin15     | —             | 345.000      | Einzelnachweise                                                 |
| Hongkong (IFPI/HKRIA)                                                                        | —            | —            | 2× Platin2       | —             | 40.000       | Einzelnachweise                                                 |
| Indonesien (ASIRI)                                                                           | —            | —            | Platin1          | —             | 50.000       | Einzelnachweise                                                 |
| Israel (IFPI)                                                                                | —            | Gold1        | —                | —             | 20.000       | Einzelnachweise                                                 |
| Irland (IRMA)                                                                                | —            | —            | 31× Platin31     | —             | 465.000      | irishcharts.ie                                                  |
| Italien (FIMI)                                                                               | —            | 15× Gold15   | 31× Platin31     | —             | 2.715.000    | fimi.it                                                         |
| Japan (RIAJ)                                                                                 | —            | 7× Gold7     | 13× Platin13     | —             | 3.700.000    | riaj.or.jp JP2                                                  |
| Kanada (MC)                                                                                  | —            | 8× Gold8     | 55× Platin55     | Diamant1      | 6.283.000    | musiccanada.com                                                 |
| Kolumbien (ASINCOL)                                                                          | —            | Gold1        | —                | —             | 20.000       | Einzelnachweise                                                 |
| Kroatien (HDU)                                                                               | —            | Gold1        | —                | —             | 7.500        | hgu.hr                                                          |
| Malaysia (RIM)                                                                               | —            | —            | 2× Platin2       | —             | 50.000       | Einzelnachweise                                                 |
| Mexiko (AMPROFON)                                                                            | —            | 3× Gold3     | 2× Platin2       | —             | 365.000      | amprofon.com.mx                                                 |
| Neuseeland (RMNZ)                                                                            | —            | 12× Gold12   | 172× Platin172   | —             | 4.330.000    | aotearoamusiccharts.co.nz NZ2 NZ3                               |
| Niederlande (NVPI)                                                                           | —            | 2× Gold2     | 3× Platin3       | —             | 320.000      | nvpi.nl                                                         |
| Norwegen (IFPI)                                                                              | —            | 3× Gold3     | 9× Platin9       | —             | 423.000      | ifpi.no NO2                                                     |
| Österreich (IFPI)                                                                            | —            | 10× Gold10   | 44× Platin44     | —             | 1.550.000    | ifpi.at                                                         |
| Philippinen (PARI)                                                                           | —            | —            | 2× Platin2       | —             | 80.000       | Einzelnachweise                                                 |
| Polen (ZPAV)                                                                                 | —            | 4× Gold4     | 15× Platin15     | —             | 685.000      | olis.pl                                                         |
| Portugal (AFP)                                                                               | Silber1      | 8× Gold8     | 23× Platin23     | —             | 365.000      | Einzelnachweise                                                 |
| Russland (NFPF)                                                                              | —            | Gold1        | 5× Platin5       | —             | 650.000      | 2m-online.ru (Memento vom 15. Februar 2009 im Internet Archive) |
| Schweden (IFPI)                                                                              | —            | 10× Gold10   | 20× Platin20     | —             | 1.075.000    | sverigetopplistan.se                                            |
| Schweiz (IFPI)                                                                               | —            | 4× Gold4     | 25× Platin25     | —             | 1.075.000    | hitparade.ch                                                    |
| Singapur (RIAS)                                                                              | —            | 3× Gold3     | 2× Platin2       | —             | 40.000       | rias.org.sg                                                     |
| Spanien (Promusicae)                                                                         | —            | 8× Gold8     | 17× Platin17     | —             | 1.380.000    | elportaldemusica.es ES2 ES3                                     |
| Südafrika (RISA)                                                                             | —            | Gold1        | Platin1          | —             | 70.000       | Einzelnachweise                                                 |
| Südkorea (KMCA)                                                                              | —            | —            | 2× Platin2       | —             | 2.408.404    | Einzelnachweise                                                 |
| Taiwan (RIT)                                                                                 | —            | Gold1        | —                | —             | 25.000       | Einzelnachweise                                                 |
| Tschechien (IFPI)                                                                            | —            | —            | Platin1          | —             | 50.000       | Einzelnachweise                                                 |
| Thailand (TECA)                                                                              | —            | —            | Platin1          | —             | 50.000       | Einzelnachweise                                                 |
| Ungarn (MAHASZ)                                                                              | —            | 2× Gold2     | 2× Platin2       | —             | 88.000       | slagerlistak.hu                                                 |
| Uruguay (CUD)                                                                                | —            | Gold1        | —                | —             | 3.000        | Einzelnachweise                                                 |
| Venezuela (APFV)                                                                             | —            | —            | Platin1          | —             | 30.000       | Einzelnachweise                                                 |
| Vereinigte Staaten (RIAA)                                                                    | —            | 39× Gold39   | 191× Platin191   | 6× Diamant6   | 264.508.000  | riaa.com                                                        |
| Vereinigtes Königreich (BPI)                                                                 | 28× Silber28 | 13× Gold13   | 125× Platin125   | —             | 66.462.000   | bpi.co.uk                                                       |
| Insgesamt                                                                                    | 29× Silber29 | 333× Gold333 | 1319× Platin1319 | 19× Diamant19 |              |                                                                 |